# Aușel
Aușeii sau regulidele (Regulidae) este o familie mică de păsări, intermediară între cea a pițigoilor și silviilor, răspândită îndeosebi în pădurile de conifere din Asia și America de Nord. Au o talie foarte mică (mai mici decât pitulicea), fiind cele mai mici păsări din Europa. 
Au o lungime de 8-12 cm și o greutate de 4-8 g. Penajul este verzui deasupra, cu un desen caracteristic al aripii. Adulții au pe creștet dungi portocalii sau galbene, tivite cu negru. Se hrănesc cu insecte și semințe mici, dar și cu larve sau ponte de insecte pe care le găsesc pe frunze sau în crăpăturile scoarței arborilor. În afara epocii de reproducere duc o viață de grup, umblând după hrana pe care și-o procură explorând cu atenție atât trunchiurile cu crăpături, cât și ramurile cele mai subțiri. Cuibul este minuscul, așezat la extremitatea ramurilor, căptușit cu fire de păr și garnisit în afară cu licheni ceea ce-l fac imposibil de observat. Speciile nordice sunt migratoare. În România se întâlnesc două specii, aușelul cu cap galben (Regulus regulus) și aușelul sprâncenat (Regulus ignicapilla), ambele parțial sedentare sau parțial migratoare, care trăiesc în pădurile de conifere ale Carpaților unde cuibăresc; toamna coboară spre altitudini mai joase fiind frecvent întâlnite în parcurile și grădinile orașelor, unele populații migrează spre sudul Europei și sud-vestul Asiei. În Republica Moldova  se întâlnește aușelul cu cap galben, care este un oaspete de iarnă, și aușelul sprâncenat care apare foarte rar, fiind o specie accidentală.

## Taxonomie și sistematică
Numele familiei derivă din latinescul regulus, un diminutiv al lui rex, „rege”, și se referă la crestele caracteristice portocalii sau galbene ale aușeilor adulți (în afară de creasta roșie a lui Corthylio). Aușeii au fost alocați genului Sylvia de către naturalistul englez John Latham în 1790, dar mutat la genul lor actual de către zoologul francez Georges Cuvier în 1800.
Majoritatea membrilor genului Regulus sunt similare ca dimensiune și model de culoare. Excepție este aușelul cu creștet roșu, cea mai mare specie, care are o creastă roșie, fără dungi negre. Acesta are sunete distincte și este suficient de diferit de aușeii din Lumea Veche și de celelalte specii americane, pentru a fi atribuit unui gen separat, Corthylio.
Familia Regulidae conține două genuri cu 6 specii:
- Genul Corthylio:
  - Aușel cu creștet roșu (C. calendula)
- Genul Regulus:
  - Aușel sprâncenat (R. ignicapilla)
  - Aușel de Madeira (R. madeirensis)
  - Aușel cu creștet auriu (R. satrapa)
  - Aușel taivanez (R. goodfellowi)
  - Aușel cu cap galben (R. regulus)

## Habitatul

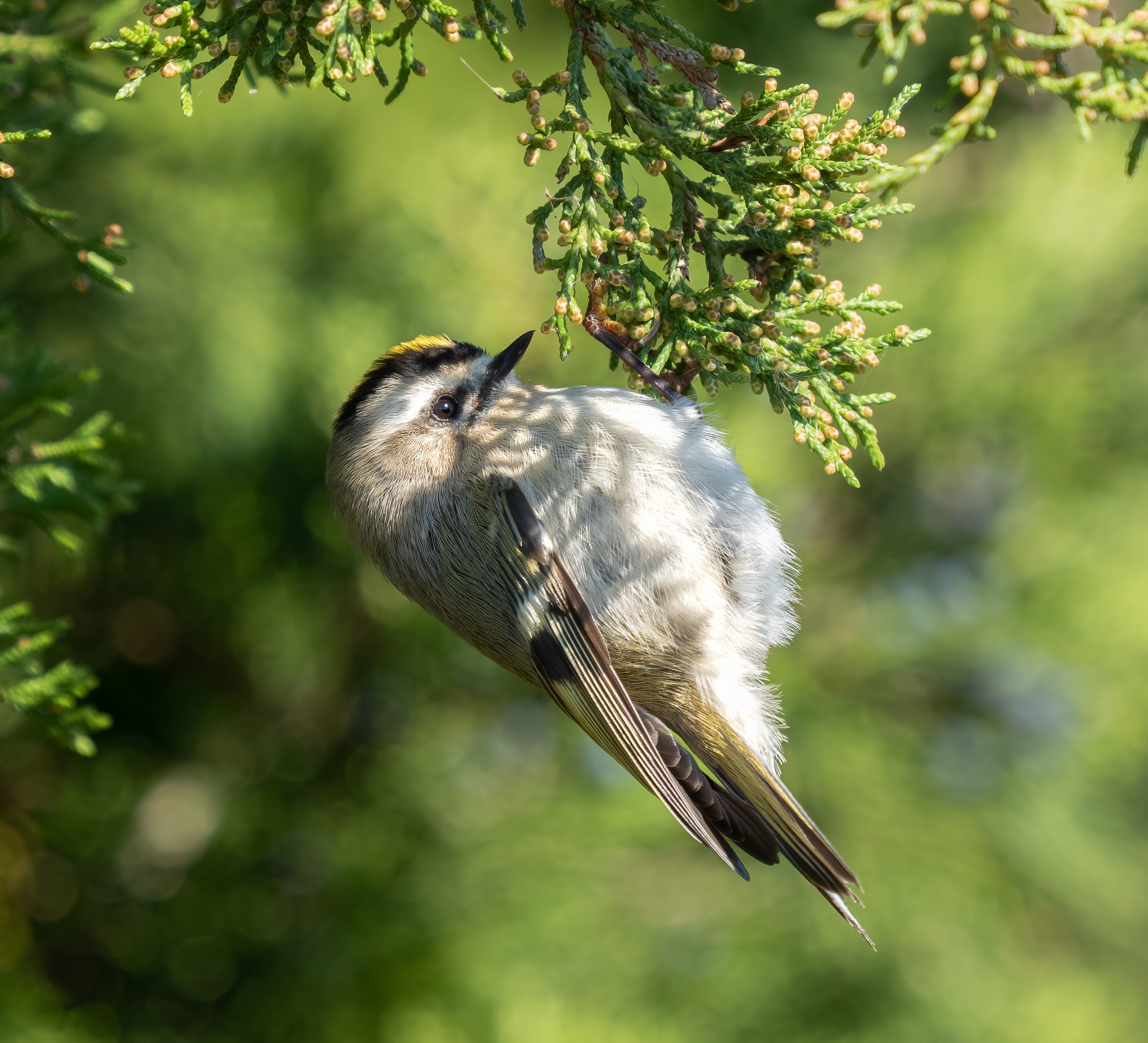
Aușel cu creștet auriu

Din punct de vedere comportamental și morfologic, toate speciile de aușeii sunt adaptate în mod deosebit la viața din pădurile de conifere. Cu excepția celor două specii insulare, întâlnite numai în Madeira și Taiwan, arealul de cuibărit ale celorlalte specii de aușeii acoperă o mare parte din pădurile boreale ale regiunilor palearctice și nearctice, dar se extind și spre sud până în mai multe zone subtropicale. De exemplu, aușelul sprâncenat (Regulus ignicapilla) cuibărește în nordul Africii și aușelul cu cap galben (Regulus regulus) în Insulele Canare, în timp ce aușelul cu creștet roșu (Regulus calendula) cuibărește în părțile sud-vestice ale Statelor Unite și aușelul cu creștet auriu (Regulus satrapa) se reproduce mai la sud până în sudul Mexicului și Guatemala. Subspecia obscurus a aușelului cu creștet roșu (Regulus calendula) extinde arealul speciei mai departe spre sud, până în insula Guadalupe, aflată în largul coastelor vestice ale Mexicului, dar în prezent se pare că a dispărut în aceste locuri.
Arealul de cuibărit al aușelului cu cap galben (Regulus regulus) corespunde în mare parte cu răspândirea geografică a molidului european (Picea abies) și a altor specii de molid în Asia și se întinde între izotermele 14° C și 23° C din iulie. În Europa, aușelul cu cap galben ajunge până în zonele climatice mai reci în comparație cu aușelul sprâncenat (Regulus ignicapilla) și cuibărește mai departe spre nord, până la limita nordică a pădurilor de conifere. Aușelul cu cap galben trăiește în pădurile de conifere din zonele montane joase și înalte până la limită superioară a pădurilor, la altitudini maxime de aproximativ 2200 m în Elveția, 2000 m în Caucaz, 2600 m în Japonia și 4000 m în Himalaia. Habitatele aușelului cu cap galben sunt dominate de molid (Picea abies), brad (Abies alba) și jneapăn (Pinus mugo), în timp ce zada (Larix), pinul comun (Pinus sylvestris) și alte conifere, în special speciile cu frunze lungi, sunt de obicei evitate pentru hrănire și cuibărit. În unele părți ale arealului, de ex. în vestul Europei, aușelul cu cap galben cuibărește destul de des în molizii sau brazii singuratici din pădurile mixte sau din grădini. Numai în afara sezonului de cuibărit, în special în timpul migrației, această specie este întâlnită adesea și în arbuști și tufărișuri, păduri mixte și de foioase, grădini și parcuri. În această perioadă se întâlnește obișnuit în cârduri răzlețe.
Aușelul sprâncenat (Regulus ignicapilla) mai puțin selectiv în alegerea habitatului este mai puțin legat de conifere, deoarece trăiește și în păduri mixte și de foioase, preferând stejarul (Quercus). Arealul său reproductiv aproape exclusiv european se întinde între izotermele 16° C și 24° C din iulie. În regiunile montane, aușelul sprâncenat se întâlnește de obicei nu mai sus de 1000 m, deci la altitudini mai joase decât cele atinse de aușelul cu cap galben. Însă populațiile nord-africane ale aușelului sprâncenat urcă ceva mai sus decât cele din Europa, cuibărind în pădurile deschise de stejar de plută (Quercus suber) și stejar verde (Quercus ilex) până la 1600 m, iar în Atlasul Mijlociu și în pădurile pure de cedru de Atlas (Cedrus atlantica) la peste 1600 m.

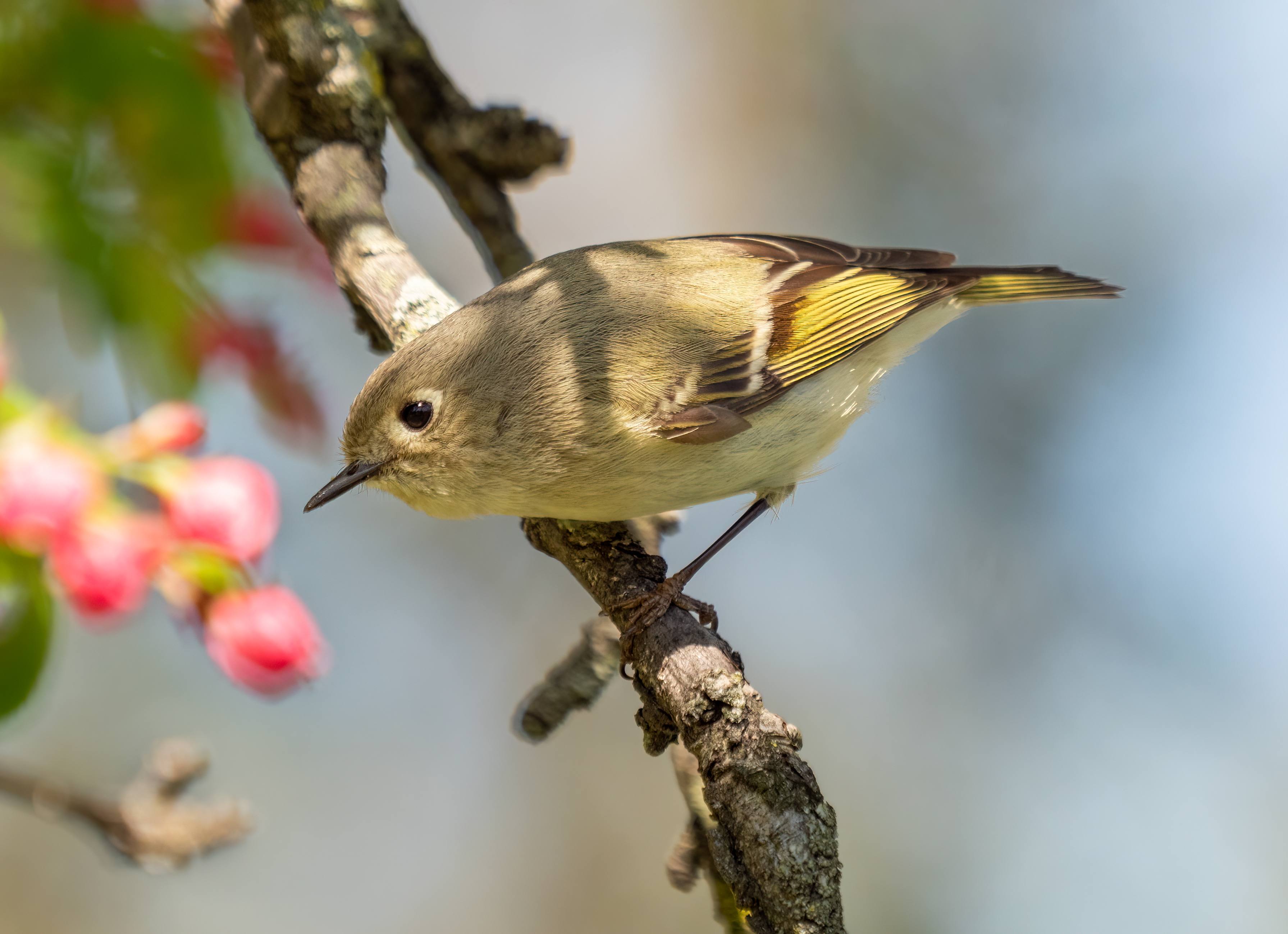
Aușel cu creștet roșu

În vegetația forestieră de laur (Lauraceae) din insulele din estul Atlanticului - Canare, Azore și Madeira, nișa ecologică ocupată de această familie de păsări constă din specii endemice locale de erica (Erica), un habitat la care populațiile locale a  două specii de aușeii sunt foarte adaptate. Aușelul de Madeira (Regulus madeirensis) trăiește în zonele montane la altitudini cuprinse între 600 m și 1550 m și este un cuibăritor comun în vegetația arbustivă de erica (Erica) și drobiță (Genista)  din pădurile de laur relict, în pădurile de foioase dominate de stejar și chiar din pâlcurile de criptomeria (Cryptomeria japonica) introdusă. În vegetația de eucalipt exotic (Eucalyptus) și acacia (Acacia), care înlocuiește în prezent porțiuni mari a fostelor păduri de laur din Madeira, acest aușel este absent.
Și pe insulele Azore pădurile de laur indigene au fost aproape eradicate, dar aușeii cu cap galben (Regulus regulus) s-au adaptat destul de bine la criptomeria introdusă. În habitatele agricole semi-deschise sau chiar deschise care domină în prezent o mare parte ale acestor insule, aușeii cu cap galben trăiesc adesea chiar în pâlcuri mici de conifere introduse și în erica din pășuni. Aceștia sunt comuni și în pâlcurile de ienupăr azorian (Juniperus brevifolia) local din câmpiile centrale din insulele Flores și Pico. Doar pe Insulele Canare aușelul cu cap galben s-a adaptat în mod evident și la pădurile de pin, alcătuite aici din pinul de Canare (Pinus canariensis) endemic și pinul de Monterey (Pinus radiata) introdus din America de Nord. Însă ca și pe alte insule atlantice selecția habitatului depinde de prezența unei cantități suficiente de erica (Erica), și nu de conifere propriu-zise. În pădurile deschise de pin fără un subarboret de erica bine dezvoltat, aușeii cu cap galben sunt aproape absenți, în timp ce aceștia se întâlnesc frecvent în pâlcurile de pin, cu un subarboret de erica bine dezvoltat. Aceștia sunt abundenți și în pădurile relicte de laur din La Palma, Tenerife, La Gomera și El Hierro, cele patru insule ale arhipelagului Canare în care trăiește aușelul cu cap galben. Datorită adaptării lor la viața din pâlcurile de arbuști și tufari din Insulele Canare, aușeii cu cap galben se numără printre primele și cele mai comune specii de păsări care colonizează vegetația montană regenerată după incendii. În mod similar, la altitudinile mijlocii din Munții Stâncoși din America de Nord, aușeii cu creștet auriu (Regulus satrapa) sunt printre primii care populează vegetația primară succesivă de plop (Populus) care se dezvoltă după incendii.

Arealul R. regulus

În Taiwan, aușelul taiwanez (Regulus goodfellowi) este restrâns la altitudinile mijlocii și superioare din zonelor montane centrale, unde se ridică până la 3700 m. Habitatul său reproductiv tipic este, din nou, pădurea de conifere, dominată aici de brad, tsuga (Tsuga) și molid. Este obișnuit și în pădurile mixte de conifere și de foioase de la altitudinile joase.
Ca și cele două specii de aușei din palearcticul continental, speciile nord-americane prezintă o diferențiere ecologică. Aușelul cu creștet auriu (Regulus satrapa) este legat în special de pădurile de molid-brad și de cedru-tsuga. Este destul de comun în molidul negru (Picea mariana) și molidul alb (Picea glauca), tsuga (Tsuga) și bradul de balsam (Abies balsamea). În Munții Stâncoși locuiește într-o centură altitudinală până la 2740 m, iar în vestul Arizonei cuibărește până la 3450 m. Habitatul preferat al aușelului cu creștet roșu (Regulus calendula) include molidul negru în părțile estice ale arealului de reproducere, și pădurile de molid-brad, pinul cu ace răsucite (Pinus contorta) și duglasul verde (Pseudotsuga menziesii) în Alaska și vestul Canadei. Dar această specie este mai puțin legată de conifere decât este aușelul cu creștet auriu (Regulus satrapa). Trăiește și în pădurile mixte și de foioase din zonele sudice ale arealului său, unde acceptă pâlcurile de plop matur și bătrân, precum și tufărișurile și cuibărește de la altitudini mijlocii până la 3000 m. În afara sezonului de cuibărit, aușelul cu creștet roșu este destul de comun și în pădurile secundare (regenerate natural după incendii), în regiunile arbustive și în așezările umane, cum ar fi fermele și grădinile.

## Comportamentul
Speciile de aușei sunt printre cele mai mici păsări din lume. Ca o consecință a nivelului ridicat al metabolismului, ei se hrănesc aproape continuu, chiar și când cântă în timpul paradei nupțiale și când își construiesc cuiburile. Un aușel cu cap galben (Regulus regulus) care este împiedicat să se hrănească poate pierde o treime din greutatea sa în numai douăzeci de minute, iar un individ capturat poate să moară de foame în mai puțin de o oră. Uneori, au fost găsiți aușei morți prinși în pânzele de păianjen sau încâlciți în ciulinii mari, de ex. în brusturi (Arctium).

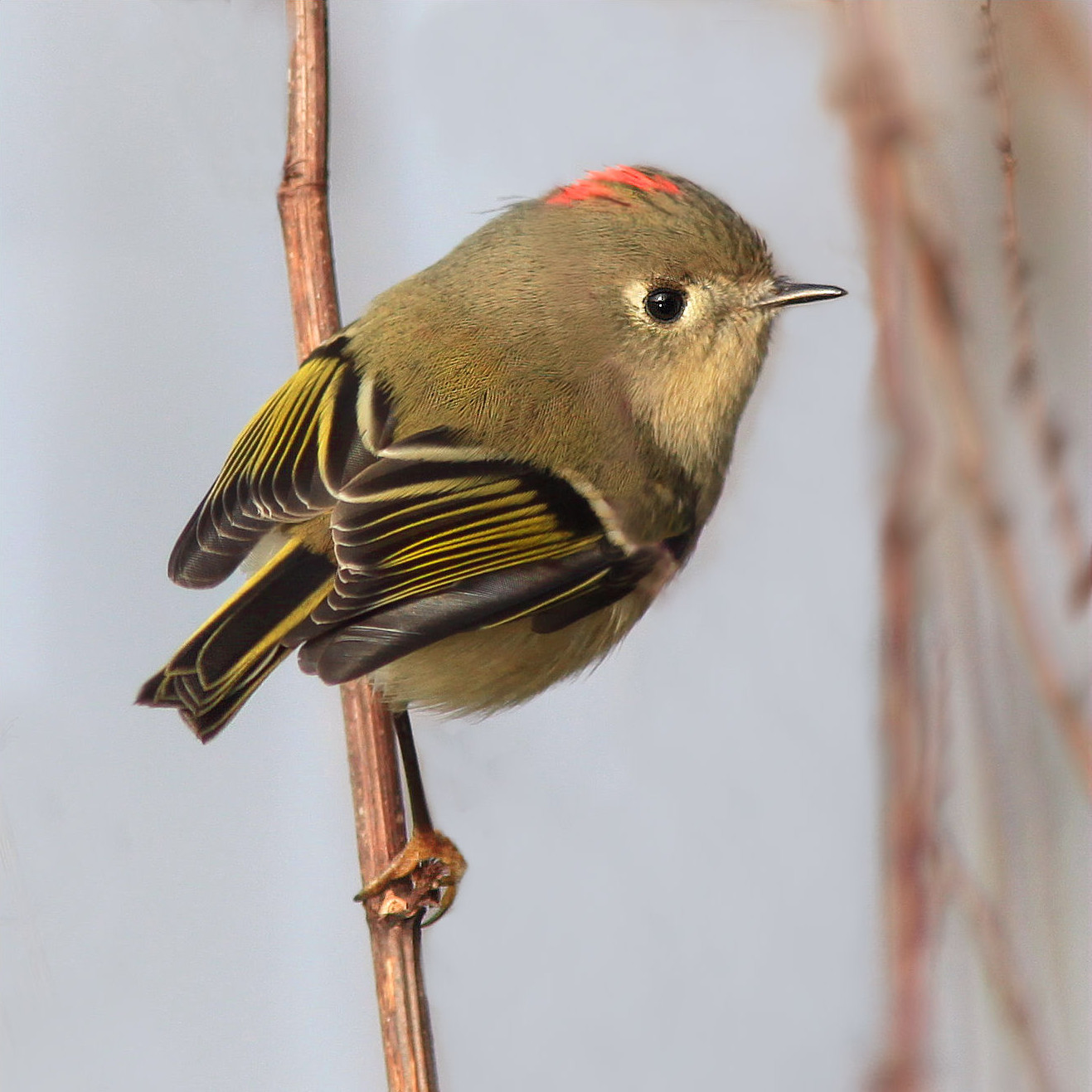
C. calendula

Toți aușeii fâlfâie din aripi rapid și continuu în timp ce se hrănesc. Uneori fâlfâie din aripi asimetric; de ex. aușeii cu creștet roșu (Regulus calendula) în general bat din aripi asincron. Aceste bătăi ale aripilor devin mai vizibile și mai sincrone, când pasărea este mai agresivă. În postura amenințătoare, aceștia își expune partea inferioară mai palidă a aripilor.
Agresivitatea este redusă în afara sezonului de cuibărit, iar în timpul lunilor de iarnă aușei aproape tot timpul caută hrana și se hrănesc. În acest moment al anului, ei sunt mai puțin agitați și zboară rareori și chiar fâlfâie din aripi mai rar, consumând astfel mai puțină energie. În timpul perioadelor friguroase, atât aușelul cu cap galben (Regulus regulus), cât și aușelul sprâncenat (Regulus ignicapilla). previn pierderea căldurii dormind în contact strâns cu alți aușei din aceiași specie, un obicei cunoscut și pentru alte paseriforme mici care iernează în ținuturi reci, ca de ex. ochii-boului (Troglodytes troglodytes), pițigoii codați (Aegithalos caudatus) și cojoaicele (Certhia). Când încep "somnul în contact" în locurile unde se odihnesc, aușeii cu cap galben și aușeii sprâncenați scot un "strigăt de adunare", un tril delicat prelungit care, în mod interesant, este înțeles interspecific (adică și de alte specii).
Cele două specii nord-americane au fost considerate până nu demult că nu-și permit acest comportament de a dormi ghemuiți unul lângă altul, ceea ce ar putea explica de ce ei nu au acest fel de strigăt. Însă în noiembrie 2002 B. Heinrich în timp ce studia comportamentul de iarnă al păsărilor cocoțate când se însera în vestul statului Maine, din nord-estul Statelor Unite, a urmărit un grup de trei aușei cu creștet auriu (Regulus satrapa) care ce se ghemuiau strâns unul lângă altul pe o ramura de molid. În luna următoare, el a găsit patru indivizi care dormeau într-o manieră similară. Temperaturile de iarnă din această parte a Statelor Unite sunt extrem de scăzute și adesea scad cu mult sub 0° C în timpul nopții. Observațiile de aici au arătat că, în acest moment al anului, aușeii cu creștet auriu se deplasează întotdeauna în grupuri de 2-4 indivizi, care se hrănesc până în amurg sau mai târziu și probabil apoi stau cocoțați ghemuindu-se unul lângă altul pentru a preveni pierderea căldurii. Din câte se știe, un comportament asemănător nu a fost observat la aușelul cu creștet roșu (Regulus calendula), dar această specie își petrece sezonul de iarnă mai departe spre sud, la temperaturi mai înalte.

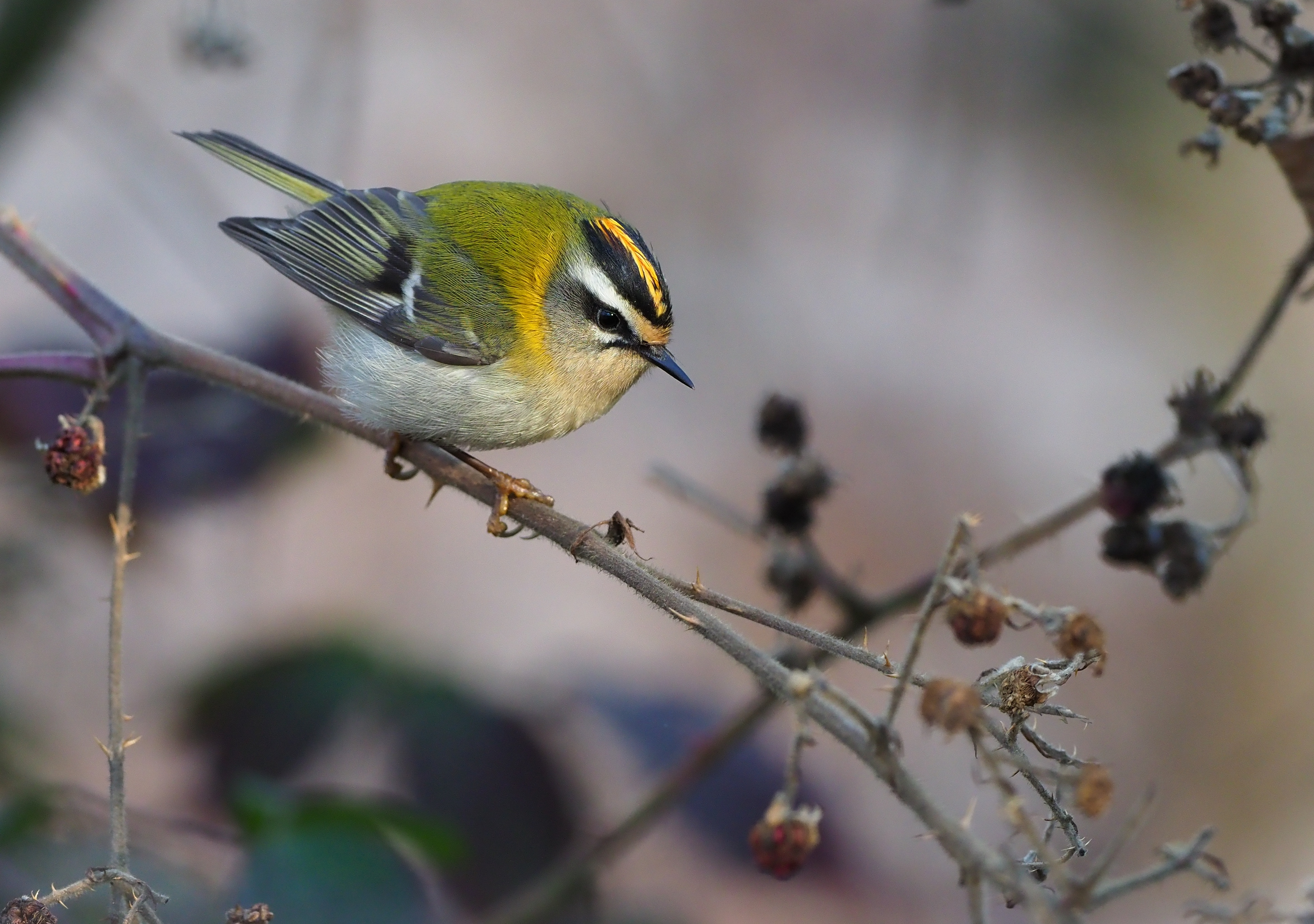
Regulus ignicapilla

În afara sezonului de cuibărit, aușeii cu cap galben (Regulus regulus), aușeii taiwanezi (Regulus goodfellowi) și aușeii cu creștet auriu (Regulus satrapa) se adună în grupuri răzlețe și se alătură cârdurilor mici ale altor păsărele. Comunicarea interspecifică între membrii unor astfel de cârduri mixte prin utilizarea unor strigăte similare de contact sau de alarmă este posibilă într-o anumită măsură. De exemplu, aușeii cu cap galben (Regulus regulus) în afara sezonului de cuibărit mențin un contact vocal în special cu pițigoii moțați (Parus cristatus) și cojoaicele de pădure (Certhia familiaris).
În ceea ce privește comportamentul adaptiv în rândul aușeilor, este remarcabil faptul că repertoriile vocale numai ale aușelului cu cap galben (Regulus regulus) și aușelului cu creștet auriu (Regulus satrapa) includ o componentă variabilă și destul de modificabilă, subcântecul, cu imitații ale altor specii. Abilitatea de a învăța și de a imita vocile altor specii poate fi considerată ca o preadaptare pentru a face față iernilor din ținuturile friguroase, unde cooperarea din cârdurile mixte mărește bunăstarea indivizilor. Aușeii cu creștet roșu (Regulus calendula) și aușeii sprâncenați (Regulus ignicapilla) în afara sezonului de cuibărit se alătură uneori cârdurilor mixte formate de alte specii, dar de obicei în număr mic. Corespunzător, subcântecul fiecăruia dintre acești doi aușei este invariabil, fără imitații vocale ale altor specii.
Comportamentul antagonist și de curtare include caracteristici destul de conservatoare, precum și efecte comportamentale care servesc ca mecanisme de izolare între speciile simpatrice. Moțul viu colorat al aușeilor este o semnalizare foarte eficientă care este afișat atât în contextul intrasexual (între indivizii de același sex), cât și în cel intersexual (între indivizii de sexe opuse). Cântecul teritorial din timpul paradei nupțiale este adesea însoțit de ridicarea moțului. Există o diferență mare între posturile nupțiale antagoniste ale speciilor simpatrice. Postura cu capul întins înainte al masculilor aușeilor cu cap galben (Regulus regulus) include mișcări rapide și rigide în sus și în jos ale capului și înclinarea capului cu moțul complet ridicat, în timp ce masculii agresivi ai aușelului sprâncenat (Regulus ignicapilla) nu înclină capul, dar în schimb, își îndreaptă ciocul spre adversar, și astfel își expune moțul portocaliu și coloritul facial negru-alb. Diferențe similare interspecifice sunt evidente și în timpul paradei nupțiale. În confruntările antagonistice între masculii aușelului cu creștet roșu (Regulus calendula), fiecare individ își expune moțul roșu complet ridicat, adoptând o poziție verticală, cu gâtul întins și penele cozii răsfirate.

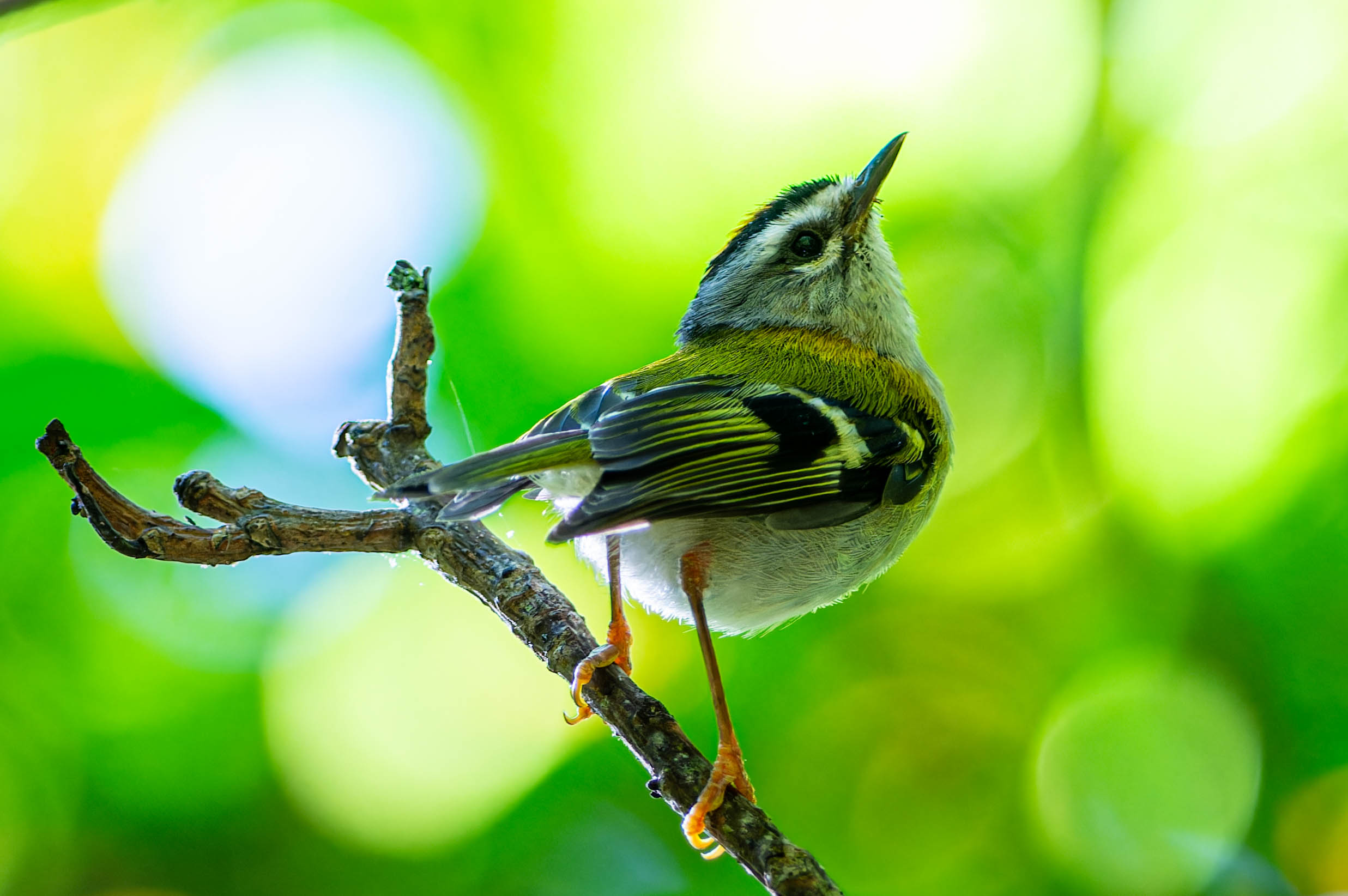
Regulus madeirensis

Un studiu pe termen lung efectuat în colivii de Thaler a unei perechi mixte formate dintr-un mascul al aușelului sprâncenat (Regulus ignicapilla) și o femelă a aușelului cu cap galben (Regulus regulus) a arătat în cele din urmă că o astfel de diferențiere comportamentală asigură o barieră eficientă precopulatorie între cele două specii. În șase ani de observație, comunicarea dintre păsările captive a fost des întâlnită în afara sezonului de reproducere și a inclus un contact vocal intens, precum și contactul corporal în timpul somnului. Însă odată cu debutul ciclului reproductiv, diferențele dintre cele două specii în comportamentul de curtare și comportamentul antagonistic mereu au dus la o comportare agresivă violentă și mai mulți ani a prevenit o copulație reușită. În mod interesant, izolarea precopulatorie datorată vocilor se pare că are o importanță minoră pentru aceste două specii de aușei, deoarece strigătele de cuibărit și alte strigăte erau înțelese reciproc și corect. De fapt, mecanismele principale de izolare reproductivă se pare că se bazează pe interpretările greșite ale comportamentului de curtare specific și posturilor amenințătoare ale congenerului. În plus, coloritul facial diferit al acestor două specii, aușelul sprâncenat având sprânceana albă și dunga de peste ochi (dunga oculară) neagră, iar aușelul cu cap galben având inelul ocular lat și alb, s-a dovedit a fi un semnal eficient pentru recunoașterea speciei și prin urmare a prevenit copulația. Printre alte manevre, o dunga oculară artificială fixată femelei aușelului cu cap galben a ajutat în cele din urmă la inițierea copulației, dar diferențele dintre aceste două specii în comportamentul de cuibărit au determinat probleme suplimentare. În timpul a șapte ani de studii perseverente în voliere, un total de 14 hibrizi au eclozat din 13 ponte succesive, dar descendenții nu au fost niciodată crescuți de perechea mixtă, din cauza diferențelor comportamentale și mai mari dintre părinții heterospecifici în timpul clocirii.
Doi hibrizi dintr-o pontă mai târzie a altei perechi mixte au avut un comportament intermediar în ceea ce privește vocea și strategia de hrănire și de selectare a prăzii. Acești hibrizi au preferat să se hrănească cu colembole (Collembola), la fel ca și aușeii cu cap galben, dar ei le capturau în zbor planat și în zbor atacant, așa cum fac obișnuit aușeii sprâncenați. În concluzie, un consum ridicat al energiei în prinderea prăzii și în timpul hrănirii, împreună cu alte adaptări inadecvate comportamentale, vor avea probabil ca rezultat o scădere accentuată a bunăstării hibrizilor dintre aușelul cu cap galben și aușelul sprâncenat în condiții naturale.

## Vocea
În general, vocile aușeilor sunt slabe și joase și adesea nu sunt sesizate de urechea umană. Acestea sunt emise predominant de la înălțime, din coronamentul copacilor, în principal din conifere, și scapă cu ușurință urechii, mai ales în cazul strigătelor scurte.
Strigătele sunt utilizate pe scară largă și sunt semnale importante în coronamentul adesea întunecos al coniferelor, unde contactul vizual este foarte mult redus. Probabil ca urmare a acestui fapt, repertoriul strigătului este larg și foarte variat. Repertoriile celor două specii europene continentale au fost studiate relativ bine. Fiecare cuprinde până la 16 tipuri diferite de strigăte, care sunt utilizate în diverse contexte sociale. Strigătele de contact și din timpul zborului sunt slabe, un "siih" sau "sriih", iar strigătul de distanțare, pentru menținerea distanței individuale, este un "zic" strident emis de aușelul cu cap galben (Regulus regulus) și un "zii ze" mai slab al aușelului sprâncenat (Regulus ignicapilla). Printre alte tipuri de strigăte se numără strigătele de excitare, strigătele de calmare ale femelelor și strigătele de alarmă. Ambele sexe scot strigăte de cuibărit triluite moi în locul de cuibărit și "strigăte de colectare" ascuțite atunci când strâng și transportă materialul pentru cuib. Masculii aușelului sprâncenat emite și un strigăt specific de hrănire când oferă hrană femelei în mod ritual, un "siisii" ascuțit. În comportamentul antagonistic, foarte vădit și distinct la aușeii, există și alte strigăte, de ex. strigăte de persecuție, "cântece furioase" și strigăte agresive, care sunt frecvent emise în timpul confruntărilor dintre masculii foarte agresivi. Strigătele de contact și de alarmă au o tonalitate înaltă, până la o frecvență de 10 kHz, și sunt foarte asemănătoare la majoritatea speciilor de aușei, cu excepția strigătelor de tonalitate joasă ale aușelului cu creștet roșu (Regulus calendula).
Subcântecul aușeilor este un ciripit continuu interpretat de ambele sexe, în special în perioada post-reproductivă din timpul toamnei, iernii și începutul primăverii. În mod obișnuit, acesta este interpretat câteva minute fără întrerupere și include diferite părți separate prin pauze scurte: o serie de strigăte, triluri rapide și așa-numitele "motive ale subcântecului". Spre deosebire de alte vocalizări ale aușeilor, aceste motive menționate mai sus sau chiar o singură notă, pot cuprinde o gamă largă de frecvențe între 2 și 10 kHz în care se combină diferite elemente, adesea un sunet pițigăiat caracteristic. Variația individuală a subcântecului este mai puțin evidentă la aușeii sprâncenați (Regulus ignicapilla) și aușeii de Madeira (Regulus madeirensis), și poate include doar un singur motiv, uneori menționat ca un sunet "ei-weija", numele referindu-se la calitatea sa tonală. Pe de altă parte, repertoriile subcântecului destul de variabil sunt o caracteristică vocală comună la aușeii cu creștet auriu (Regulus satrapa) și aușeii cu cap galben (Regulus regulus), cel al primilor incluzând șase sau șapte motive diferite la un individ și cel al ultimilor mai mult de 20 de motive la un individ. Variația vocală în rândul populațiilor europene ale aușelului cu cap galben (Regulus regulus) crește odată cu distanța geografică dintre ele, însă subcântecul este de asemenea supus schimbării temporale, deoarece unele motive pot apărea sau dispărea din repertoriul vast individual sau populațional pe parcursul anilor succesivi.
Ca și în cazul altor paseriforme, subcântecul aușelului cu cap galben se dezvoltă din cântecul juvenililor în timpul unei faze senzoriale de până la a 47-a zi după eclozare. După cum sugerează experimentele din voliere, subcântecul și toate strigătele sunt caractere ereditare, însă subcântecul include de multe ori imitații ale strigătelor altor specii, arătând astfel că procesele de învățare au cel puțin un anumit impact asupra ontogenezei sale. Experimentele de reproducere a unor înregistrări au confirmat funcția socială a subcântecului aușeilor în interacțiunile intrasexuale și intersexuale. În captivitate, indivizii dominanți interpretează mai des subcântecul decât indivizii de rând, iar masculii aușeilor cu cap galben reacționează mai agresiv față de motivele necunoscute decât față de motivele din repertoriul vecinilor lor. Parada nupțială cu subcântec este similară cu excitarea sexuală și adesea precede copulația. Acest fapt, cel puțin, contrazice o ipoteză a lui W. H. Thorpe, care a sugerat că subcântecul indică o motivație sexuală scăzută deoarece este interpretat în principal în afara sezonului de reproducere.

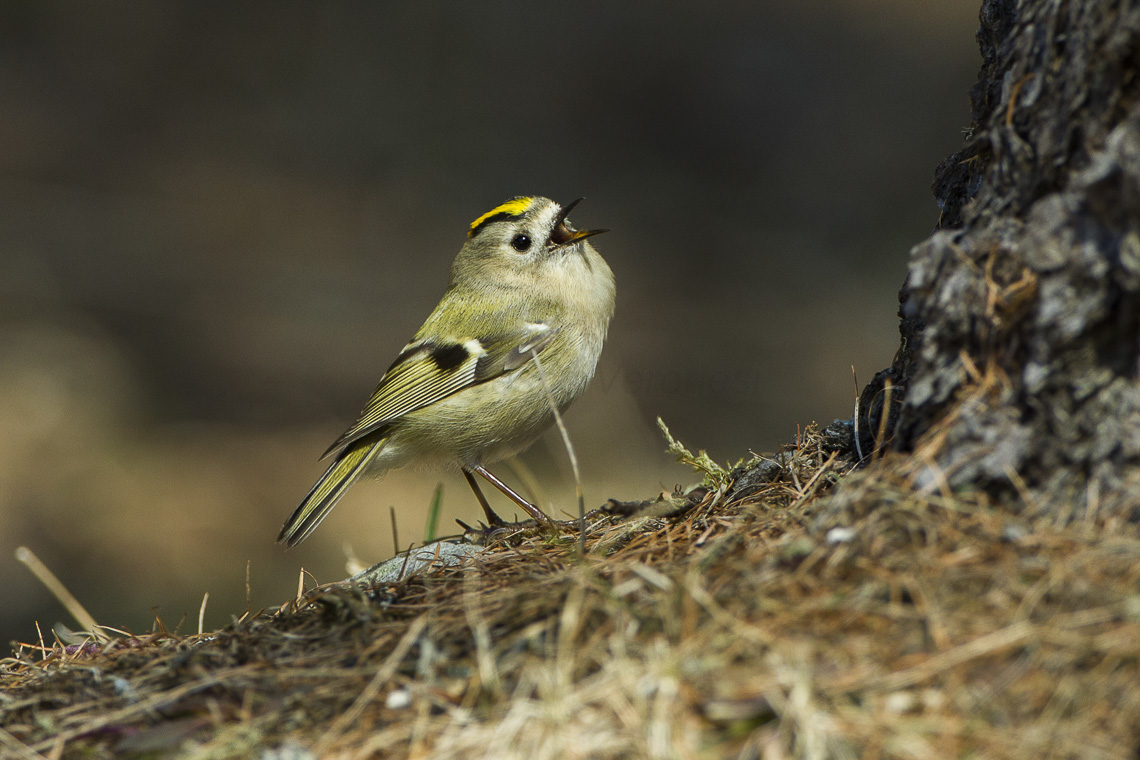
R. regulus cântând

Spre deosebire de majoritatea strigătelor și a subcântecului, cântecul propriu-zis este executat în general numai de mascul în timpul sezonului de reproducere, într-un context teritorial și pentru a atrage partenera. Femelele nu cântă de obicei. Masculul își interpretează cântecul în timp ce se hrănește în treimea superioară a coniferelor, dar nu de pe o creangă regulat frecventă. Printre cântecele fluierătoare și șuierătoare ale majorității speciilor de aușei, se remarcă numai ciripitul puternic și melodios al aușelului cu creștet roșu (Regulus calendula). Într-adevăr, aușelul cu creștet roșu este apreciat ca fiind unul dintre cei mai străluciți cântăreți dintre păsările paseriforme din America de Nord datorită cântecului său vioi.
Dezvoltarea cântecului la aușei, ca și în cazul multor altor păsări cântătoare, este puternic influențată de procesele de învățare. În experimentele din voliere, atât aușelul cu cap galben (Regulus regulus), cât și aușelul sprâncenat (Regulus ignicapilla) au reușit să învețe cântecul celuilalt prin reproducerea înregistrărilor de pe bandă, iar indivizii din sălbăticie care au cântece mixte au fost observați în pădurile de conifere fragmentate din nordul Spaniei, unde ambele specii cuibăresc rar, dar și în partea de sud a Marii Britanii, unde aușelul sprâncenat este întâlnit rar și local. Predispoziția individului pentru învățarea cântecului congenerului în aceste regiuni se pare că se datorează numărului mic al repetitorilor vocali care sunt din aceeași specie cu individul.
Toate cântecele aușeilor împărtășesc un anumit stil comun, adică o partitură din doar câteva subunități. Acest fapt, odată recunoscut, a făcut cântecul un instrument valoros pentru studiile filogenetice ale aușeilor, care cu greu poate fi comparat cu cel al altor păsări paseriforme. Becker a fost primul care a descris cântecul comun format din două părți al aușeilor cu cap galben (Regulus regulus) și aușeilor cu creștet auriu (Regulus satrapa), care constă dintr-o parte principală stereotipă și o fioritură terminală scurtă, foarte variabilă, aceasta din urmă fiind preluată din motivul ereditar al subcântecului. De obicei, cântecul aușelului sprâncenat (Regulus ignicapilla) nu include o astfel de fioritură terminală, însă în cazul unei agresivității ridicate, masculii pot încheia cântecul cu motivul tipic "ei-weija" al subcântecului. Cu toate acestea, aușeii sprâncenați captivi nu au reușit să învețe părțile finale ale repertoriilor aușelului cu cap galben prin reproducere înregistrărilor.
Compararea intragenerică a stilului cântecului aușeilor de către M. Päckert și colegii lui a relevat cinci subunități acustice distincte, fiecare din ele având o gamă de frecvențe și elemente caracteristice și parametri temporali, reprezentând astfel un modul de bază al cântecului teritorial al aușeilor. Unele dintre aceste module ale cântecului sunt autapomorfii acustice ale unei singure specii; altele sunt caracteristici ale întregului gen sau sunt sinapomorfii acustice ale unor perechi de specii, de ex. "partea finală" a cântecelor aușelului cu cap galben (Regulus regulus) și aușelului cu creștet auriu (Regulus satrapa). La o specie, sintaxa cântecului, adică secvența specifică a subunităților dintr-un cântec, este destul de omogenă și nu este influențată de variațiile geografice sau subspecifice. Cele mai simple stiluri ale cântecelor se întâlnesc în Madeira, unde cântecul aușelului de Madeira (Regulus madeirensis) este compus numai din subcântecul ereditar și strigătele de furie (agresivitate) și în Taiwan, unde cântecul aușelului taiwanez (Regulus goodfellowi) nu este mai mult decât o serie de note înalte "siih" cu o frecvență constantă.
Într-o abordare cladistică, diferite caractere acustice cartografiate într-o hartă filogenetică moleculară a aușeilor au fost găsite că sunt purtătoare de semnale filogenetice fiabile, în principal de structuri sintaxice ereditare, în timp ce altele au fost în mod evident predispuse la homoplazie, definită ca o evoluție paralelă în diferite ramuri ale arborelui filogenetic. În plus, gradul de diferențiere vocală între speciile de aușei a fost estimabil și direct proporțional cu distanțele genetice: cu alte cuvinte, cântecele taxonilor îndeaproape înrudiți sunt măsurabil mai asemănătoare după stilul sintaxei, compoziția elementelor și alți factori decât cele ale rudelor îndepărtate. Deși această corelație poate părea mai degrabă trivială, aușeii reprezintă primul și cel mai aprofundat studiu de caz cantitativ de acest gen și unul care, în plus, a oferit un suport convingător pentru valorile destul de discutate ale unor caracteristici acustice în rezolvarea problemelor taxonomice.

## Hrana
Toate speciile de aușeii sunt aproape exclusiv insectivore. Aușeii prind artropode de dimensiuni mici care au o cuticulă moale, în special colembole (Collembola), afide (Aphidoidea) și păianjeni (Araneae) etc. Se hrănesc și cu larve și ouă de păianjeni și insecte și uneori consumă polen.
În Europa, aușelul cu cap galben (Regulus regulus) și aușelul sprâncenat (Regulus ignicapilla) se deosebesc ecologic în ceea ce privește dimensiunea prăzii, strategia de hrănire și alegerea microhabitatului. În habitatele de conifere, aușelul cu cap galben preferă să caute hrana printre ramurile dese, deplasându-se în sus și în jos pe rămurelele mai verticale și caută hrana pe față inferioară ale ramurilor mai des și mai cu zel decât aușelul sprâncenat. În schimb, acesta din urmă caută hrana preferențial pe suprafața superioară a ramurilor de conifere și a frunzelor copacilor de foioase și evită frunzișul des. Și aușelul de Madeira (Regulus madeirensis) se hrănește frecvent pe fața superioară a frunzelor și a rămurelelor, dar își procură hrana și prin mușchii și lichenii care acoperă crengile și tulpinile arborilor de laur și stejar. Studiile efectuate în habitatele de iarnă au arătat că cârdurile aușeilor sprâncenați parcurg o anumită distanță de aproximativ trei ori mai rapid decât cele ale aușeilor cu cap galben.

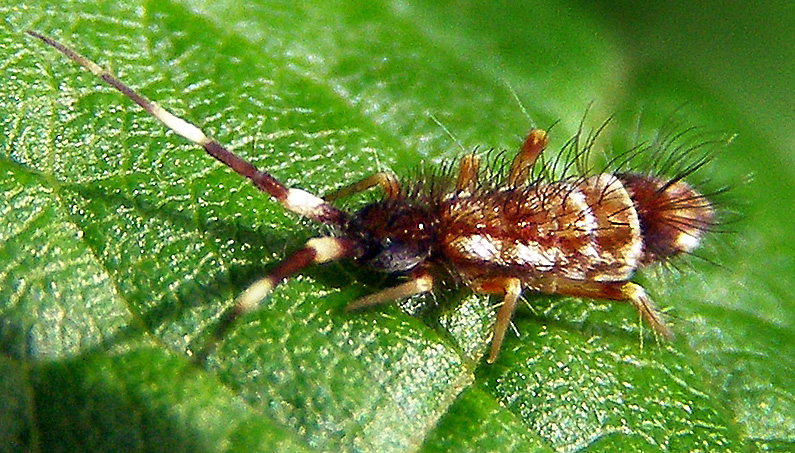
Colembolele, hrana preferată a aușeilor cu cap galben

Toate speciile de aușei prind și insecte zburătoare planând în fața ramurilor externe ale molizilor și brazilor și a ericii arborescente (Erica arborea). Însă aușeii sprâncenați (Regulus ignicapilla) și aușeii cu creștet roșu (Regulus calendula) planează mai des și pe perioade mai lungi de timp comparativ cu congenerii lor simpatrici respectivi. În timpul migrației de toamnă, ambele specii europene (aușel cu cap galben și aușel sprâncenat) planează câteodată lângă pânzele mari ale păianjenilor, din care ciugulesc insectele prinse în ele. În timp ce aușelul cu cap galben (Regulus regulus) preferă să ciugulească afide mici, psilide (Psyllidae) și alte insecte sugătoare de sucuri vegetale din rândul nevertebratelor capturate în păienjeniș, aușelul sprâncenat (Regulus ignicapilla) înșfacă și mănâncă chiar păianjenii araneizi (Araneidae) mari care țes un păienjeniș circular. Deși ambele specii evită cu precauție contactul direct cu păienjenișul, aceste păsări mici au fost uneori găsite încurcate în pânza de păianjen, fiind incapabile să se miște sau chiar erau moarte.

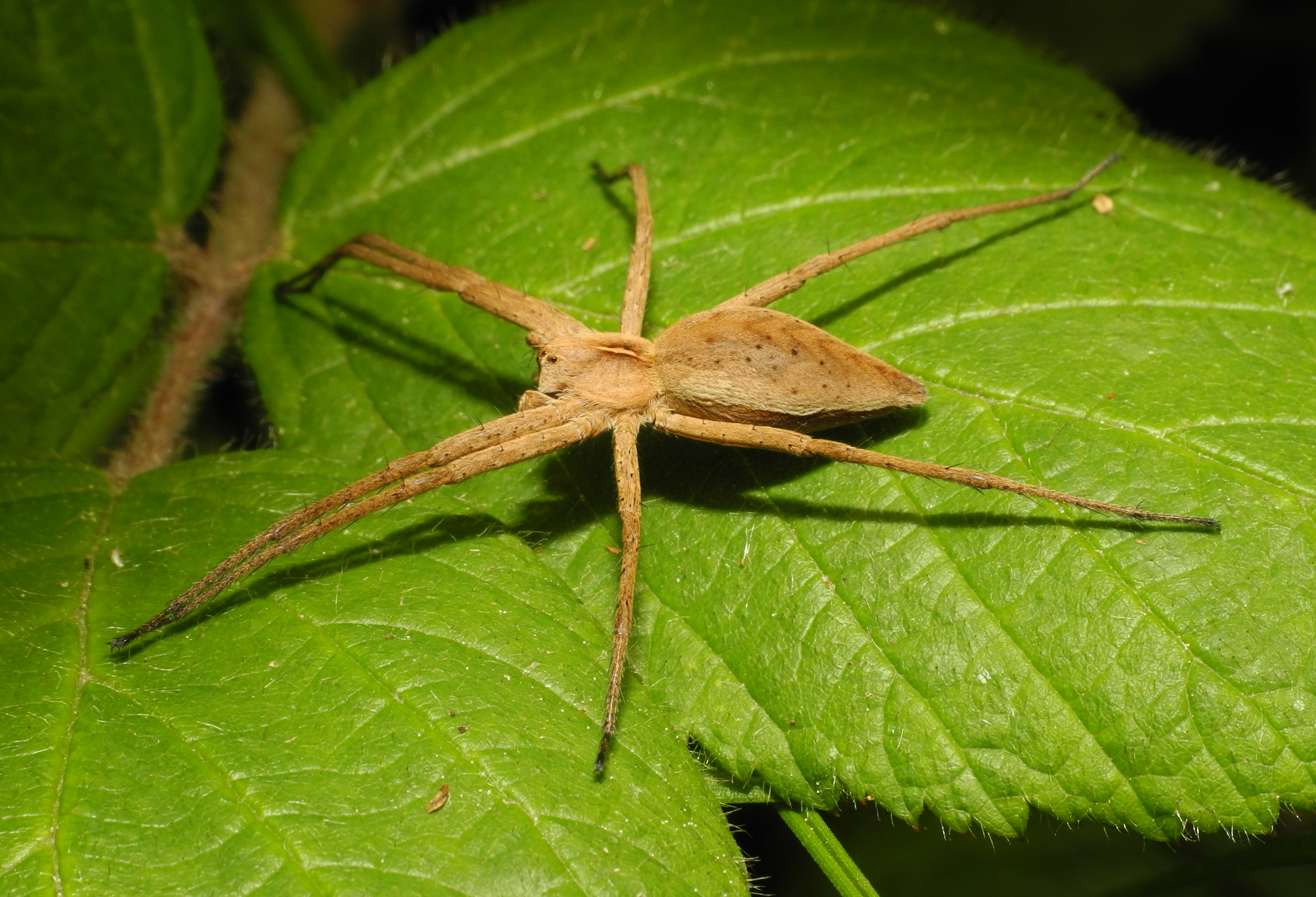
Păianjenii pisaurizi (Pisauridae) cu care se hrănește aușelul sprâncenat

Aușeii cu cap galben (Regulus regulus) s-au specializat foarte mult pe pradă mică, cu o preferință deosebită pentru colembole. În timpul lunilor de iarnă, colembolele constituie cea mai importantă parte din hrana lor, reprezentând mai mult de 60% din hrana acestor aușei. În special, colembolele din genul Entomobrya care trăiesc sub scoarță sunt o sursă de hrană regulat disponibilă și foarte abundentă.  Evitarea prăzii mari de către aușelul cu cap galben a fost verificată și în experimentele efectuate în voliere de către Thaler. Atunci când a fost oferită o gamă largă de păianjeni, aușelul cu cap galben a selectat mai întâi pe cei mai mici păianjeni, de aproximativ 20-40 mg, în timp ce aușelul sprâncenat (Regulus ignicapilla) a ocolit mereu prada mică și a preferat păianjenii pisaurizi (Pisauridae) mari din genul Pisaura, care aveau o greutate de până la 200 mg. În plus, aușelul sprâncenat captiv a ignorat adesea prada de dimensiuni mici, cum ar fi colembolele. În condiții naturale, acesta se hrănește și cu omizi mari, fluturi și păianjeni tomisizi (Thomisidae). Aușeii cu cap galben din Insulele Canare sunt mai puțin selectivi în ceea ce privește mărimea prăzii decât cei din Europa continentală, probabil ca un rezultat al adaptărilor la fauna locală de artropode. Ei nu manifestă vreo preferință vădită pentru colembole, dar se hrănesc în mod obișnuit cu artropode cu picioare lungi, cum ar fi ortopterele, iar în captivitate mănâncă cu plăcere fasmide (Phasmida), care sunt în general evitate de aușeii cu cap galben din Europa continentală. Atât aușeii cu cap galben cât și aușeii sprâncenați lovesc de obicei prada mai mare în mod repetat de o ramură într-o manieră stereotipă.

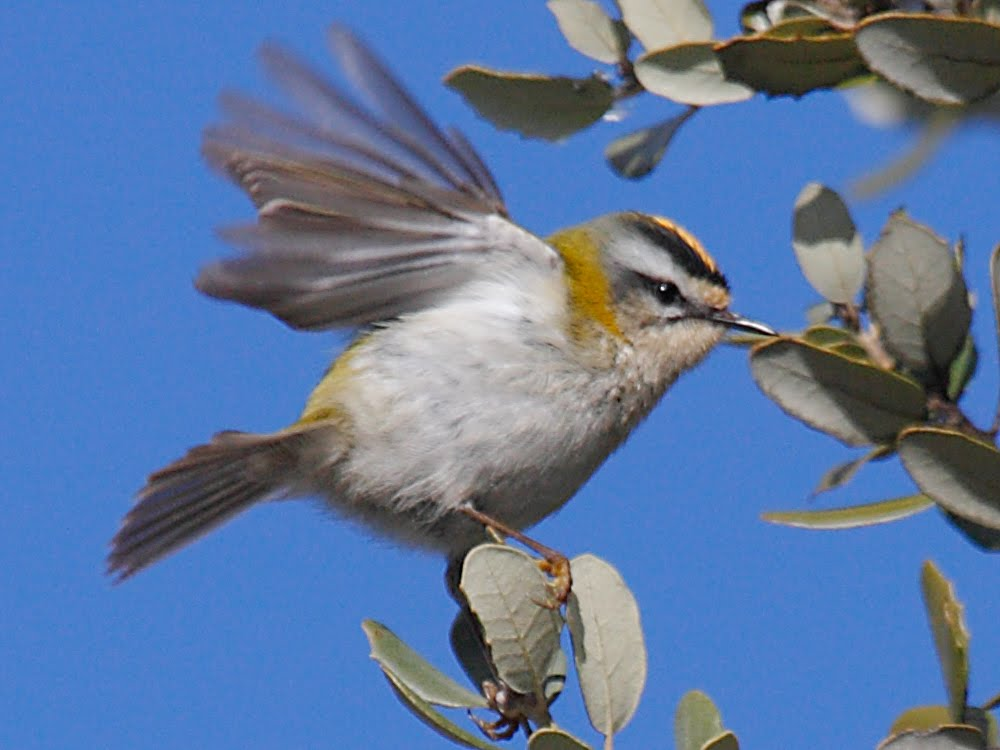
Aușelul sprâncenat planând în fața frunzișului în căutarea hranei

Strategiile de hrănire și de căutare a ei ale aușeilor din America de Nord (Regulus calendula și Regulus satrapa) sunt comparabile cu cele ale omologilor lor europeni. Ambele specii nearctice sunt în principal insectivore; spectrul lor alimentar cuprinde diverse insecte, inclusiv insecte adulte și larvare și ouăle lor, precum și păianjeni și acarieni (Acarina). Ca și în cazul celor două specii palearctice (Regulus regulus și Regulus ignicapilla) larg răspândite, ele se deosebesc într-o anumită măsură în ceea ce privește prada, alegerea habitatelor și a strategiei de căutare a hranei. Aușeii cu creștet roșu (Regulus calendula) pot petrece aproximativ jumătate din timpul lor de hrănire în copacii de foioase și sunt foarte specializați în capturarea insectelor aeriene. În experimentele din colivii efectuate de către Thaler, aceștia au manifestat un interes deosebit pentru insectele înaripate, mai ales pentru fluturi, și i-au preferat altor resurse alimentare, cum ar fi omizile sau păianjenii. Acești aușei consumă și furnici (din genul Lasius), preferând indivizii înaripați, acest fel de hrană fiind o adaptare specială de alimentație, prin care aușeii cu creștet roșu se evidențiază printre congeneri. Totuși, când păsările captive pot alege, ele preferă afidele și nu furnicile. Această specie din America de Nord este probabil cea mai universală pasăre a genului în ceea ce privește alegerea habitatului și selectarea hranei. În schimb, aușelul cu creștet auriu (Regulus satrapa), își procură hrana ciugulind-o când stă mai ales atârnat cu capul în jos de rămurele. El este mult mai specializat pe conifere, dar î-și caută hrana și în păduri mixte.
Hrana aușeilor în afara sezonului de cuibărit este mai puțin specializată, cuprinzând o gamă mai mare de alimente, care include produse vegetale, precum și artropode. De exemplu, aușelul cu creștet roșu (Regulus calendula) se hrănește uneori cu cantități mici de semințe de buruieni și cu bobițe de mirt de ceară (Myrica cerifera), de toxicodendron (Rhus toxicodendron) și de tuie gigantică (Thuja plicata) în lunile de toamnă și de iarnă. Cu scăderea disponibilității hranei în timpul migrației, aușelul cu cap galben (Regulus regulus) devine mai puțin selectiv în privința prăzii, și el mănâncă și specii mai mari de nevertebrate, ca cotarii verzi (Operophtera brumata) adulți.
În primele zile ale vieții, puii aușelului cu cap galben (Regulus regulus) și aușelului sprâncenat (Regulus ignicapilla) sunt hrăniți aproape exclusiv cu colembole; alimentele mai mari nu sunt acceptate și uneori păianjenii sunt regurgitați. Începând cu a cincea zi, hrana puilor din cuib include afide și o cantitate mare de cochilii de melci, acestea din urmă fiind esențiale pentru osteogeneză. În următoarele zile, adulții oferă o hrană mai variată puilor mai mari din cuib. Începând cu a 15-a zi, în hrana puilor sunt incluși fluturi și omizi mai mari, precum și diferite artropode evitate de obicei de adulți, cum ar fi opilionidele (Opiliones), urechelnițele (Dermaptera) sau chilopodele (Chilopoda). În cuiburile aușelului cu creștet auriu (Regulus satrapa), opilionidele (din familia Phalangiidae) și fluturii pot constitui între 50% și 60% din hrana puiilor mai mari. Alte specii de nevertebrate, printre care și trihopterele (Trichoptera), oniscidele (Oniscidea) și păianjenii pitici din familia Erigonidae, sunt în mod evident necomestibile pentru aușeii și sunt întotdeauna respinse de puii din cuib.

## Reproducerea

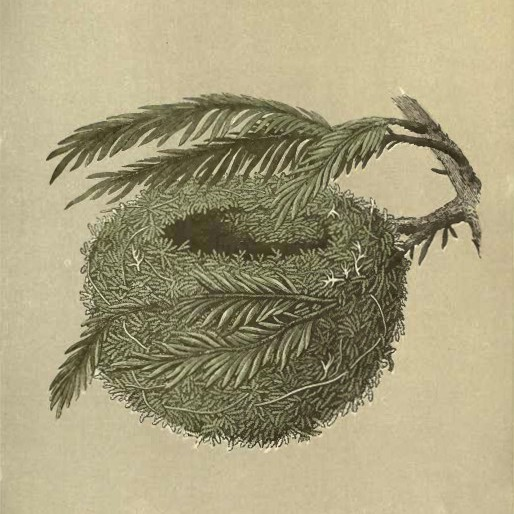
Cuibul aușelului cu cap galben (Regulus regulus)

Se pare că nu există informații disponibile privind comportamentul reproductiv al aușelului taiwanez (Regulus goodfellowi) și se știe foarte puțin despre comportamentul de reproducere al aușelului de Madeira (Regulus madeirensis). Pentru celelalte patru specii de aușei, mai larg răspândite, sunt disponibile diferite informații relevante.
Formarea perechilor începe primăvara cu sosirea adulților în locurile de cuibărit. Aușeii cu cap galben (Regulus regulus) se întorc în general la jumătatea lunii aprilie, iar aușeii sprâncenați (Regulus ignicapilla) cu două săptămâni mai târziu. În America de Nord, aușeii cu creștet auriu (Regulus satrapa) încep construirea cuibului la începutul lui mai, în timp ce aușeii cu creștet roșu (Regulus calendula), care se reproduc puțin mai la nord, cuibăresc ceva mai târziu, de la sfârșitul lui mai până la jumătatea lui iulie. În studiile populațiilor sedentare ale aușelului cu cap galben din Insulele Canare, primele activități de cuibărit au fost înregistrate la altitudini mai mici, la circa 725 m, la jumătatea lui februarie, iar primele cuiburi au fost finalizate până la începutul lunii martie. Cele mai multe cuiburi ale aușelului de Madeira (Regulus madeirensis) au fost găsite în iunie și iulie.
Teritoriile de reproducere ale aușeilor cu cap galben (Regulus regulus) și aușeilor sprâncenați (Regulus ignicapilla) se întind de obicei în raza a cel puțin unu sau doi copaci maturi de conifere, în special de brad și molid, în care sunt alese locurile cuiburilor. Coniferele cu frunze lungi, cum ar fi pinii, sunt de obicei evitate pentru cuibărit. Rareori, cuiburile au fost găsite în zâmbru (Pinus cembra) în Alpii austrieci și în alte specii de pin în Corsica, dar acestea au fost încorporate în pernițele mari de licheni de pe copaci mai bătrâni, sau amplasate în ramurile rupte cu o orientare verticală a rămurelelor. Atunci când cuibăresc în păduri de foioase, aușeii sprâncenați preferă să-și facă cuibul în stejari, acoperiți adesea de plante cățărătoare (din genul Clematis) sau de iederă (Hedera helix). În Insulele Canare, marea majoritate a cuiburilor aușelului cu cap galben au fost găsite în erica arborescentă (Erica arborea), foarte puține au fost găsite în laurul azorian (Laurus azorica), în pinului de Canare (Pinus canariensis) sau în pinul de Monterey (Pinus radiata) introdus.

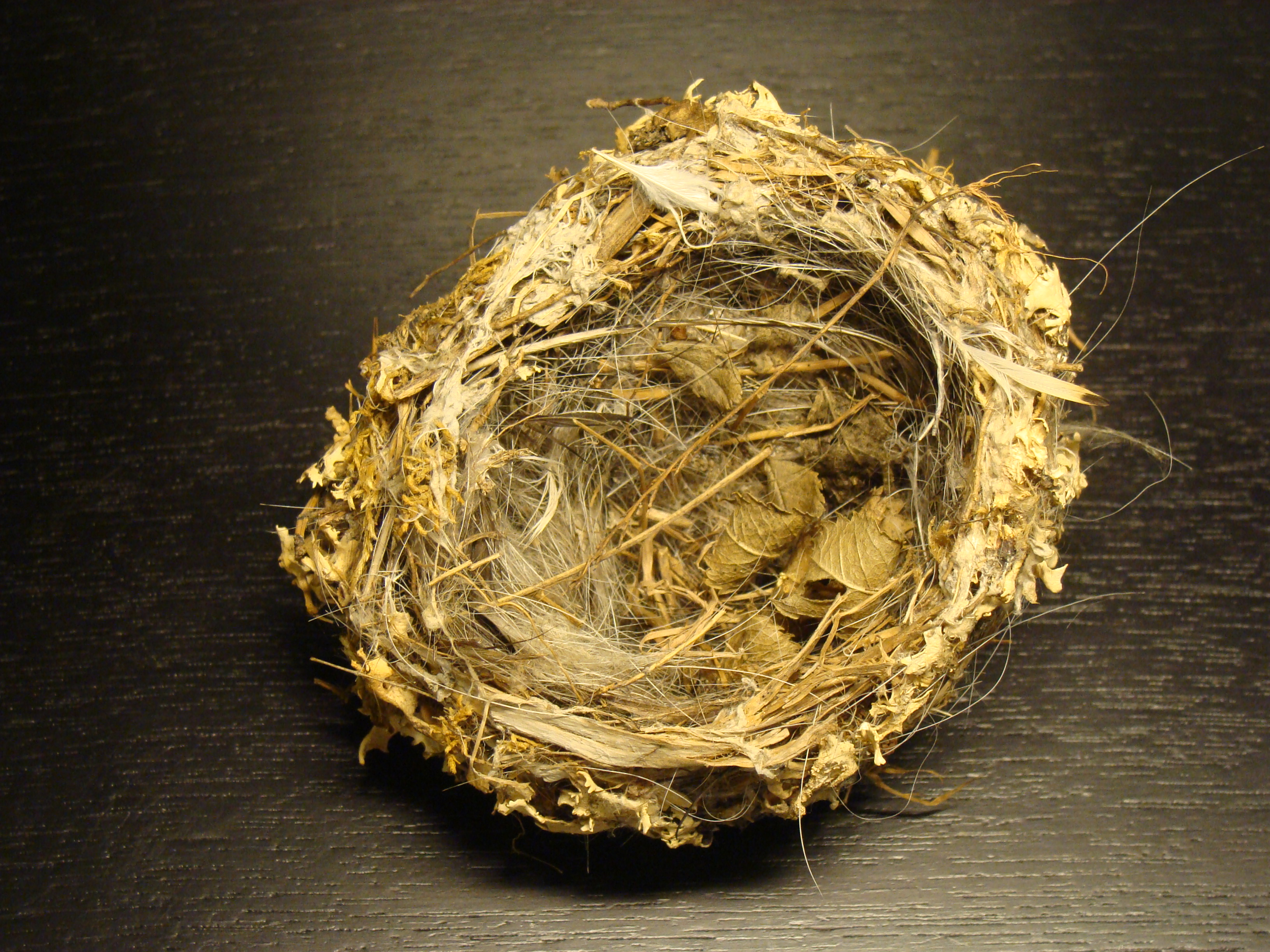
Cuibul aușelului sprâncenat (Regulus ignicapillus)

Cuibul aușeilor este o cupă deschisă, cu o intrare mică în partea superioară, de obicei suspendat  în rămurelele verticale ale unui conifer cu frunze scurte. Cuibul este construit din trei straturi de materiale diferite. Stratul exterior este format din mușchi, predominant din Hypnum, și lichenii, fixați cu fire de pânză și coconi de păianjeni și omizi. Stratul mijlociu conține mușchi subțiri și puțini licheni, în timp ce stratul interior constă în principal din material de căptușit: pene, păr și câteva semințe pufoase, de ex.  de curpen de pădure (Clematis vitalba) și ciulini. Penele sunt așezate și în jurul părții superioare, în așa fel încât interiorul cuibului, sau conținutul cuibului, sunt perfect ascunse. Cuiburile aușelului cu creștet auriu (Regulus satrapa) sunt făcute predominant din mușchi din genul Hypnum și Frullania și licheni din genul Usnea; în jurul intrării în cuib, situată în partea superioară, sunt aranjate pene provenite de la ierunca americană (Bonasa umbellus), sturzul pitic pătat (Catharus guttatus) și sturzul cu creastă galbenă (Seiurus aurocapillus). Cu toate că cuiburile în formă de cupă ale aușeilor cu cap galben (Regulus regulus) din Insulele Canare au în esență aceeași structură cu cele din Europa continentală, procesul de construire a suferit o schimbare evoluționară evidentă în Canare, unde cuibul este așezat între ramurile orizontale ale ericii arborescente (Erica arborea), care este locul preferat de cuibărit.

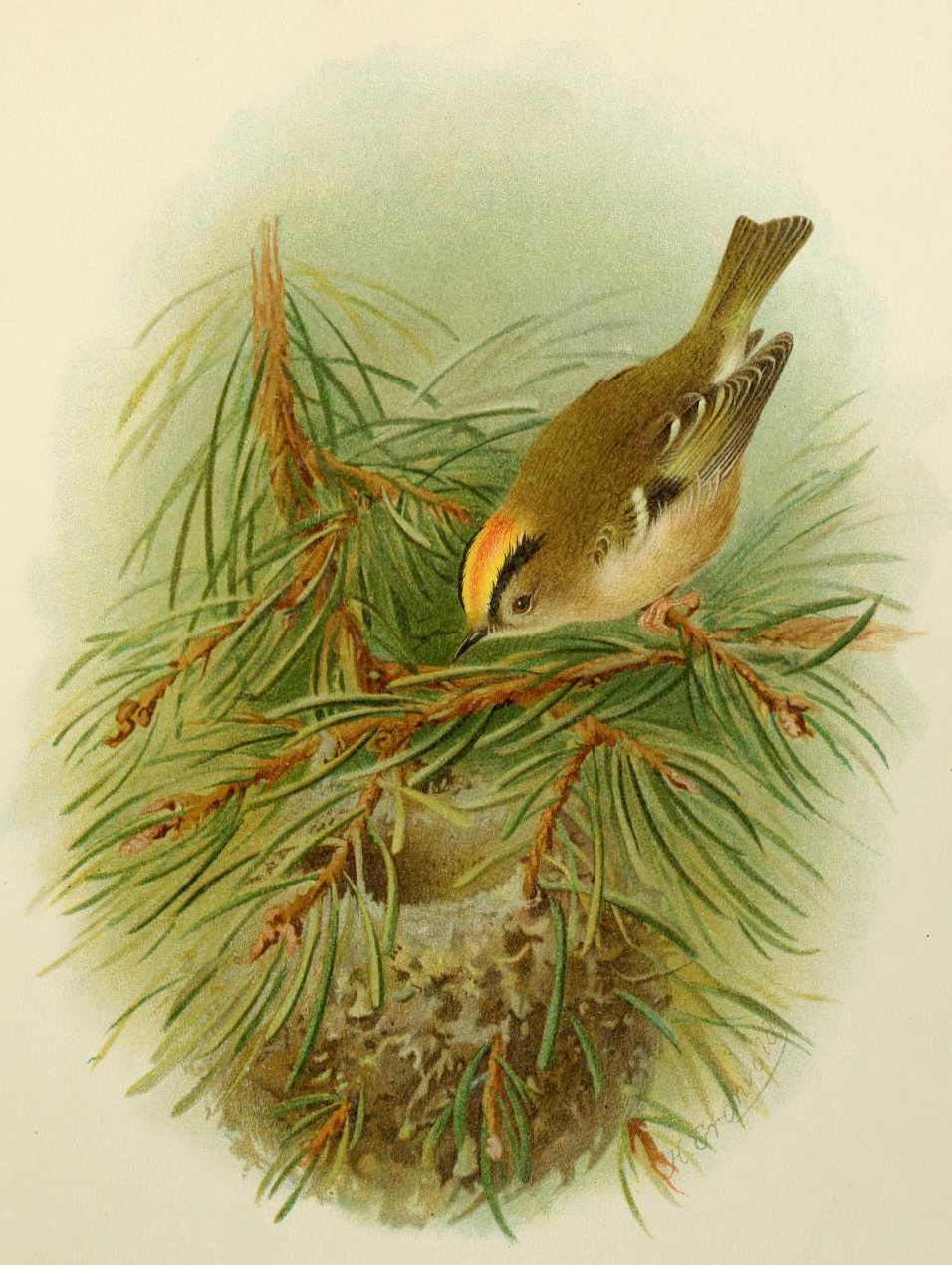
Aușelul cu cap galben (Regulus regulus) și cuibul său

Mușchii și lichenii constituie un camuflaj eficient, făcând cuibul aproape invizibil pentru prădători. În Europa, Thaler a arătat că cuiburile mierlei (Turdus merula), mugurarului (Pyrrhula pyrrhula) sau scatiului (Carduelis spinus), amplasate pe fața superioară a ramurilor, au fost prădate mai des decât cuiburile aușeilor suspendate pe fața inferioară ale acelorași ramuri. Datorită robusteței și elasticității mari ale stratului exterior al cuibului, cuiburile aușeilor sunt foarte rezistente și aproape indestructibile în condiții meteorologice nefavorabile, cum ar fi furtunile, ploile și ninsorile. În consecință, speciile de aușei nu își abandonează puii, chiar și după o ninsoare neașteptată și de lungă durată din timpul primăverii. În primul rând, căptușeala stratului interior al cuibului asigură o protecție extrem de eficientă față de vremea rece și umedă din habitatele boreale, precum și din pădurile atlantice de laur mai calde, dar umede. În consecință, succesul reproductiv al speciilor de regulide (aușei) este semnificativ mai mare decât al altor păsărele din aceleași tipuri de habitate. Deși aușeii nu refolosesc cuiburile din anii precedenți, un cuib vechi poate persista timp de mai mulți ani până când putrezește.
Potrivit unui studiu comparativ realizat de W. Salzburger și colegii săi, cuibăritul în scorburi este forma ancestrală a strategiilor de reproducere ale pițigoilor (Paridae), țiclenilor (Sittidae), aușeilor (Regulidae), silviilor (Sylviidae) și rudelor lor, iar alte modalități de cuibărit au evoluat independent în diferite linii filogenetice ale acestor taxoni. Printre aceste grupuri îndeaproape înrudite, genul Regulus se conturează distinct ca o singură cladă care are cuiburi suspendate în formă de cupă.
Cuiburile sunt în majoritatea cazurilor construite numai de femelă, deși masculul își însoțește partenera în acest timp. Construirea cuibului poate dura până la trei săptămâni. Aușelul cu cap galben (Regulus regulus) este o excepție deoarece ambele sexe sunt implicate în construirea cuibului, în proporții aproximativ egale; în plus, masculul este responsabil pentru construirea unui alt cuib în care sunt crescuți puii din a doua pontă.
În timpul sezonului de reproducere, speciile de aușei (Regulus) depun în general două ponte succesive pe vară, dar a doua pontă nu a fost observată la aușelul cu creștet roșu (Regulus calendula). În Europa, prima pontă este depusă la sfârșitul lui aprilie sau la începutul lui mai, iar cea de a doua pontă în iunie sau iulie. Mărimea pontei la aușelul cu cap galben (Regulus regulus) și aușelul sprâncenat (Regulus ignicapilla) variază între 6 și 13 ouă, a doua pontă conține în medie mai puține ouă decât prima pontă. Aușelul cu cap galben din Canare și aușelul sprâncenat din Africa de Nord depun în mod deosebit ponte mai mici, majoritatea conținând numai 4-7 ouă. Cele două specii americane depun 5-11 ouă, cu o medie de circa 8-9 ouă într-o pontă, a doua pontă este puțin mai mică decât prima.

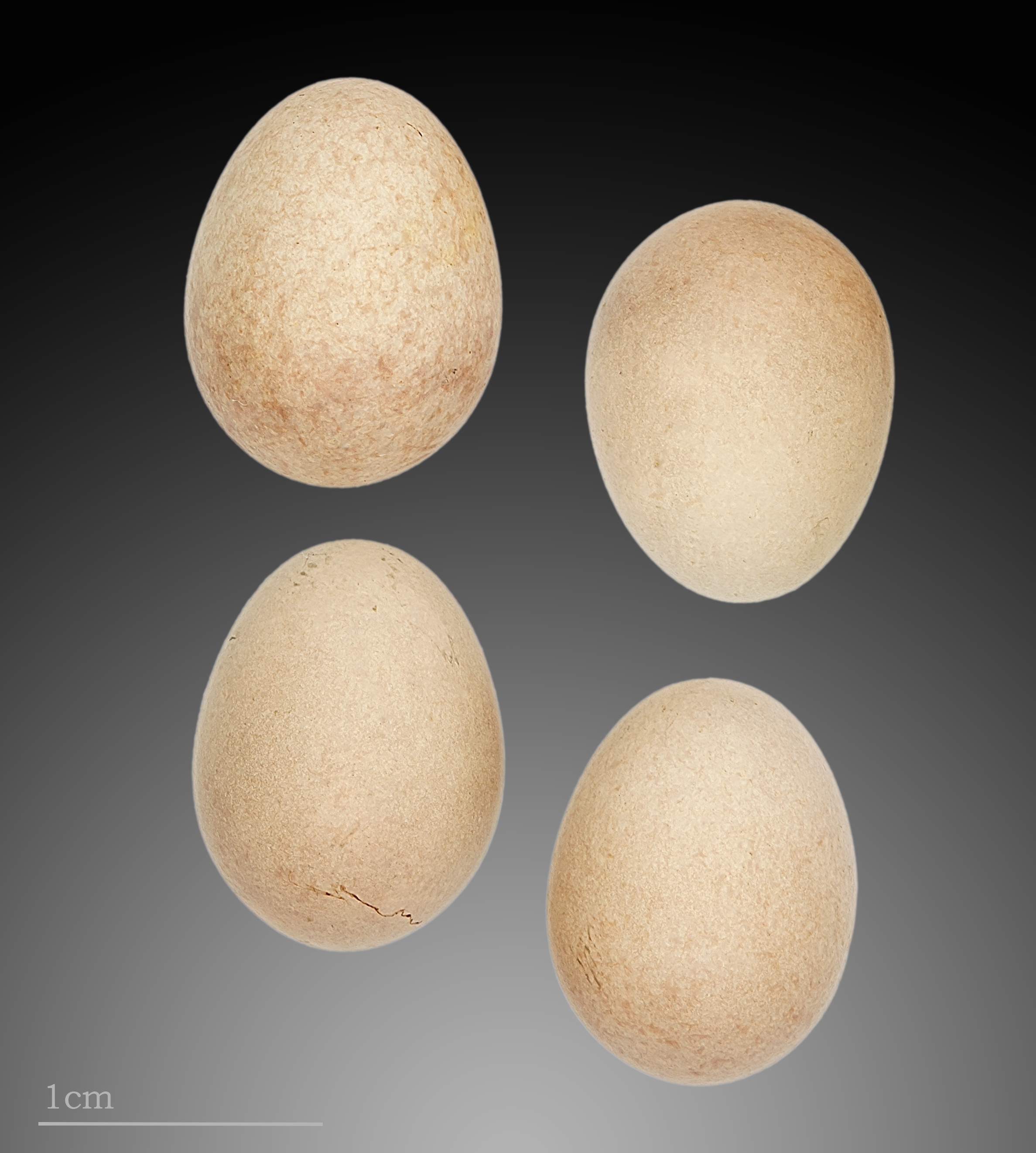
Ouăle aușelului sprâncenat (Regulus ignicapilla)

Incubația, a cărei durată este de aproximativ 15 zile, este asigurată numai de către femelă. Incubația începe în timpul depunerii ouălor, de obicei înaintea depunerii celui de-al treilea sau al patrulea ou, ceea ce determină o eclozare asincronă timp de 1-4 zile. În această perioadă a ciclului de reproducere, masculul aușelului sprâncenat (Regulus ignicapilla) își hrănește regulat partenera clocitoare cu nevertebrate de dimensiuni mari, mai ales cu specii cu culori destul de contrastante, de ex. cu păianjeni vânători verzui (Micrommata virescens), păianjeni tomisizi (Thomisidae) și omizi mari. Aceste nevertebrate mari contrastante se pare că au o funcție de semnalizare pentru femelă și s-a sugerat că acest mod de hrănire a partenerei ar putea reprezenta un tip de comportament relaxant menit să reducă agresivitatea femelei. Thaler, în studiile sale ample despre aușeii captivi, nu a găsit un comportament similar nici la aușeii cu cap galben, nici la aușei nord-americani. B. Galati și C. B. Galati descriu „o hrănire rituală a femelei” la aușeii cu creștet auriu (Regulus satrapa) care trăiesc în natură, dar aceste observații se referă exclusiv la perioada de construire a cuibului, și aceasta ar putea fi un factor relevant în prevenirea copulației în afara perechii, într-un context comportamental diferit față de hrănirea partenerei înregistrată la aușelul sprâncenat.
Puii proaspăt eclozați ai aușelului cu creștet roșu (Regulus calendula) sunt complet golași, în timp ce la celelalte specii de aușei (pentru care există informații) puii au patru smocuri de puf pe partea superioară a capului. Puii sunt hrăniți de ambii părinți și rămân în cuib aproximativ 17-22 de zile, perioada șederii puilor în cuib la cele două specii nord-americane este ceva mai scurtă decât cea de la aușelul cu cap galben (Regulus regulus) și aușelul sprâncenat (Regulus ignicapilla). După ce au părăsit cuibul, puii zburători sunt însoțiți și hrăniți de mascul, în timp ce femela clocește ouăle celei de-a doua ponte. Puii care au părăsit cuibul sunt hrăniți de obicei timp de două sau trei săptămâni. Observațiile pe teren și din colivii efectuate de Thaler au arătat că masculul și femela au grijă de diferite grupuri de puii din a doua pontă care au părăsit cuibul și că, în unele cazuri, aceștia nu se întâlnesc până când juvenilii nu devin independenți. Primul cântec al juvenililor poate fi auzit la 36-40 zile de la eclozare, iar primele pene galbene de pe creștet încep să apară din ziua a 46-a.

## Deplasările sezoniere
Pe ambele părți ale Oceanului Atlantic, populațiile continentale nordice de aușei sunt în principal migratoare, numai câteva populații sunt sedentare. Acestea din urmă sunt restrânse în principal la nordul și sudul regiunii mediteraneene, iar în America la partea vestică a Statelor Unite. Având în vedere că există un grad mare de suprapunere între locurile de cuibărit și cele de iernat pe ambele continente, deplasările sezoniere migratoare sunt greu de înțeles. De exemplu, aușeii cu cap galben (Regulus regulus) și aușeii cu creștet auriu (Regulus satrapa) pot fi prezenți în unele zone pe tot parcursul anului, dând impresia că sunt sedentari în aceste zone. Numele german al celor două specii europene, Wintergoldhähnchen (aușelul de iarnă) pentru aușelul cu cap galben și Sommergoldhähnchen (aușelul de vară) pentru aușelul sprâncenat, probabil reflectă confuzia că aușelul cu cap galben care iernează în Europa Centrală este o populație sedentară. Însă această afirmație este contrazisă de datele de pe teren de la păsările inelate și de observațiile păsările captive. În zonele de studiu din apropierea orașului Innsbruck, din Austria, întreaga populație de aușeii cu cap galben (Regulus regulus) a părăsit locurile de cuibărit în septembrie - noiembrie și a fost înlocuită până la sfârșitul lui decembrie de o altă populație imigrantă necuibăritoare.
Informațiile despre deplasările sezoniere și căile de migrație ale aușeilor sunt limitate din cauza lipsei studiilor pe termen lung și din cauza numărului mic de indivizi inelați recuperați. Pentru aușeii cu cap galben (Regulus regulus) din Scandinavia, de exemplu, rata de recuperare variază între 0,8% și 1,4%, iar în Statele Unite, într-un studiu pe termen lung efectuat de laboratorul Bird Banding Lab al Patuxent Wildlife Center din Maryland, rata recuperării aușeilor cu creștet auriu (Regulus satrapa) și aușeilor cu creștet roșu (Regulus calendula) este chiar mai mică, fiind numai de 0,04% pentru fiecare. În consecință, și acum lipsesc date detaliate privind migrația.
În afara sezonului de cuibărit, întreaga populație nordică din Fenoscandia a aușelului cu cap galben (Regulus regulus) se deplasează spre sud, iar cele mai nordice populații care iernează se întâlnesc până la latitudinea 64° N în Norvegia, probabil faptului că mai departe spre nord zilele însorite foarte scurte din lunile de iarnă nu permit o hrănire intensă necesară pentru supraviețuirea în acest sezon. În călătoriile lor de la locurile de cuibărit spre locurile de iernat, aușeii cu cap galben sunt capabili să parcurgă distanțe mai mari de 2400 km, astfel au fost înregistrate călătorii din Estonia până în Franța, din Sankt-Petersburg (nord-vestul Rusiei) până în Croația și din Danemarca până în Algeria. Distanțele maxime înregistrate pe care le parcurge zilnic aușeii cu cap galben din Scandinavia în timpul migrației se ridică până  150-240 km, dar uneori și mai mari. Toamna, un număr mare de aușeii cu cap galben uneori aterizează pe coasta de est a Marii Britanii, traversând Marea Nordului; câteodată, sute sau chiar mii de pasări migratoare epuizate au fost numărate pe un singur promontoriu expus. În sud-vestul Europei, cartierele de iarnă ale acestei specii se extind până la coasta mediteraneană a Franței și a părților nordice ale Peninsulei Iberice, precum și spre o mare parte a Italiei, spre sud până în insula Sicilia. Aușeii cu cap galben sunt, de asemenea, vizitatori de iarnă obișnuiți pe alte insule mediteraneene - Mallorca, Corsica, Sardinia și Malta; în Mallorca aceștia se întâlnesc împreună cu aușeii sprâncenați (Regulus ignicapilla) sedentari ai subspeciei locale balearicus, iar în Corsica cu aușeii cu cap galben sedentari, care uneori sunt considerați ca o subspecie aparte interni. Coasta nord-africană a Mediteranei, cu toate acestea, este rareori vizitată de aușeii cu cap galben, iar înregistrările se limitează în special la cele mai nordice părți ale Algeriei și Tunisiei, specia fiind un hoinar extrem de rar în Maroc.
Există relativ puține înregistrări în timpul iernii ale aușeilor sprâncenați (Regulus ignicapilla) în Europa Centrală, cu o concentrație a lor în regiunile climatice adecvate. Cartierele de iarnă din sudul arealului a acestei specii cuprinde întreaga Peninsulă Iberică și părți mari din regiunea sud-vestică a Mediteranei, inclusiv părți din nord-vestul Africii, unde împărtășește cartierele de iernat cu populația locală sedentară a subspeciei balearicus.

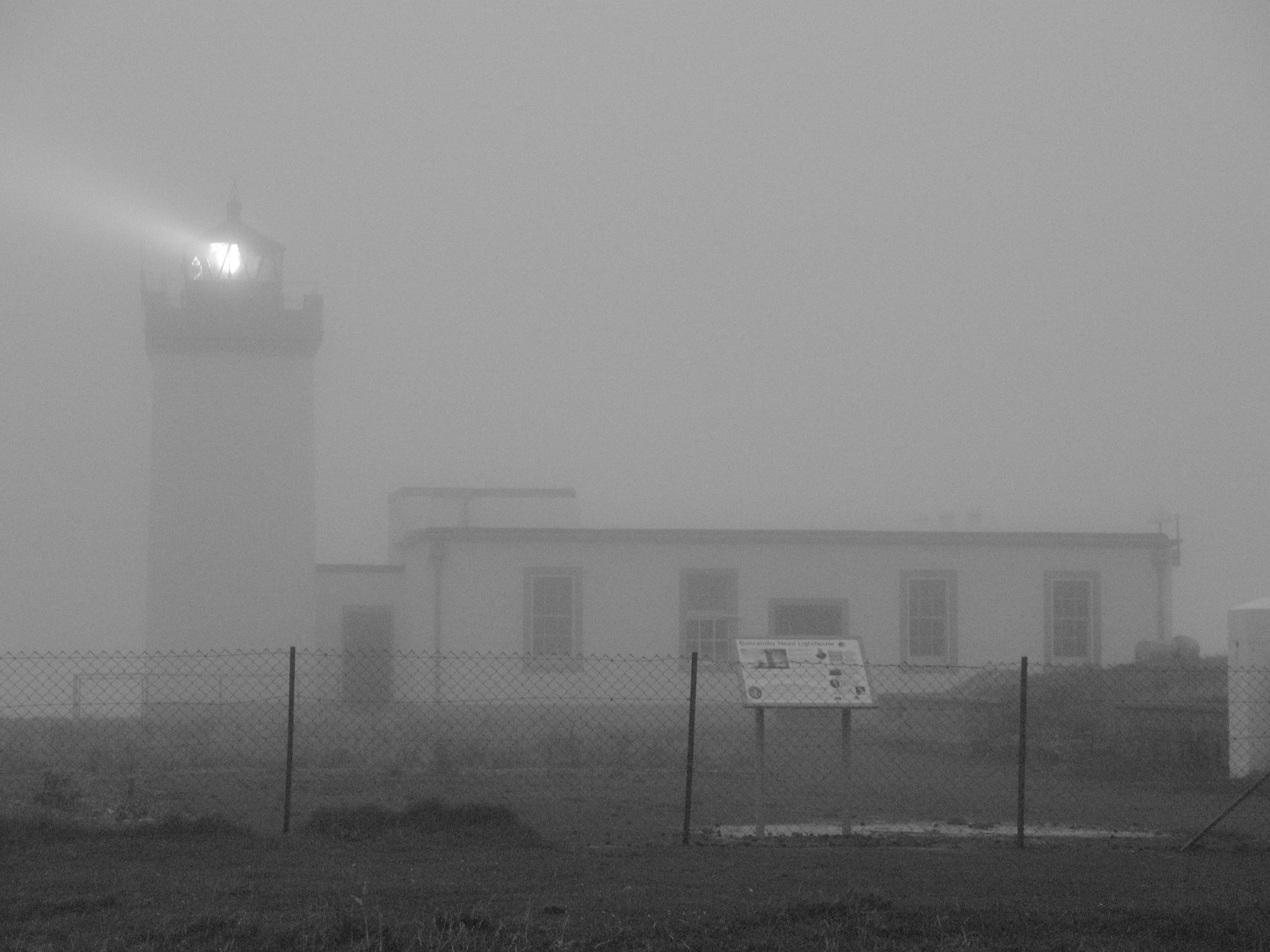
În nopțile cețoase sau întunecate, aușeii si alte păsări migratoare dezorientate care migrează noaptea sunt atrase în număr mare de farurile luminoase, ferestrele luminate ale clădirilor mari, reclamele iluminate etc. de care se pot lovi și muri

În timpul migrației speciile de aușeii sunt foarte vulnerabile, în special la condițiile meteorologice extreme, iar în iernile severe mortalitatea poate fi deosebit de ridicată. Interesant este că în Europa, numărul de indivizi morți întâlniți este mult mai mare în timpul migrației de toamnă și de primăvară decât în timpul lunilor de iarnă propriu-zise, ceea ce sugerează că vremea rece și resursele limitate de hrană din cartierele de iernat nu sunt principalele cauze pentru rata înaltă a mortalității în rândul celor care migrează. De fapt, un procent considerabil de aușeii cu cap galben (Regulus regulus) și aușeii sprâncenați (Regulus ignicapilla) care migrează noaptea sunt uciși datorită faptului că se lovesc în zbor de farurile luminoase, ferestrele luminate ale clădirilor mari, reclamele iluminate și de structuri artificiale similare. Odată ce masa corporală scade la o valoare critică, mai mică de 5 g, păsările întrerup migrația și se hrănesc până când își recuperează greutatea. Cu toate acestea, din cauza resurselor alimentare insuficiente și a temperaturilor scăzute cei care migrează s-ar putea să nu reușească să-și recupereze suficient rezervele de grăsimi pentru a migra mai departe, iar aușeii cu cap galben și aușeii sprâncenați pot fi constrânși să iernează în zone suboptimale.
Situația din America este la fel ca cea din Lumea Veche. Aproape întreaga populație nordică a celor două specii de aușei nord-americani migrează spre sud după reproducere. Excepția principală se referă la aușelul cu creștet auriu (Regulus satrapa), la care cartierele de iarnă cele mai nordice se află într-o zonă îngustă de coastă din sudul Alaskăi și Columbiei Britanice și la est într-o zonă de-a lungul coastei la sud de Newfoundland și în Munții Apalași. În alte locuri, această specie este prezentă în timpul iernii în cea mai mare parte a Statelor Unite și ajunge, de asemenea, în cele mai nordice părți ale Mexicului. Cartierele de iarnă ale aușelului cu creștet roșu (Regulus calendula) sunt limitate mai mult sau mai puțin la sudul Statelor Unite și mai la sud, cu o extensie maximă spre nord pe coasta vestică la nord de Washington și sudul Columbiei Britanice. La sud, populațiile care iernează ale acestui aușel sunt întâlnite în cea mai mare parte a Mexicului și în nordul extrem al Americii Centrale, unde se amestecă cu populațiile locale sedentare ale aușelului cu creștet auriu în sudul Mexicului și Guatemala.
Spre deosebire de omologii lor continentali, majoritatea populațiilor insulare ale aușeilor sunt sedentare și efectuează doar deplasări altitudinale. Mai ales în insulele Azore, distanțele destul de mari între populațiile insulare estice, centrale și vestice se pare că împiedică deplasările interinsulare ale celor trei subspecii locale ale aușelului cu cap galben (Regulus regulus). Aușelul de Madeira (Regulus madeirensis) și aușelul taiwanez (Regulus goodfellowi) sunt limitați respectiv la Madeira și Taiwan și sunt sedentari pe aceste insule, aici ei se deplasează numai altitudinal coborând iarna la altitudini mai joase, ca și populația endemică a aușelului sprâncenat (Regulus ignicapilla) din Mallorca. Subspecia japonensis din estul Asiei a aușelului cu cap galben (Regulus regulus), care cuibărește în sud-estul Siberiei și nordul și centrul Japoniei, migrează către sud spre cartierele de iernat din estul Chinei, din Coreea și din insulele japoneze de la Honshu spre sud. Din când în când, ajunge în Taiwan, unde împărtășește cartierele de iernat cu aușeii taiwanezi (Regulus goodfellowi) locali sedentari. Aușeii cu cap galben care cuibăresc în alte părți ale Asiei se pare că efectuează doar deplasări altitudinale sau unele deplasări pe distanțe scurte.
Un ultim aspect interesant este faptul că există mai multe înregistrări ale aușeilor cu creștet roșu (Regulus calendula) care au traversat cu succes Oceanul Atlantic. Hoinari din această specie au fost identificați de câteva ori în Islanda.

## Relația cu omul

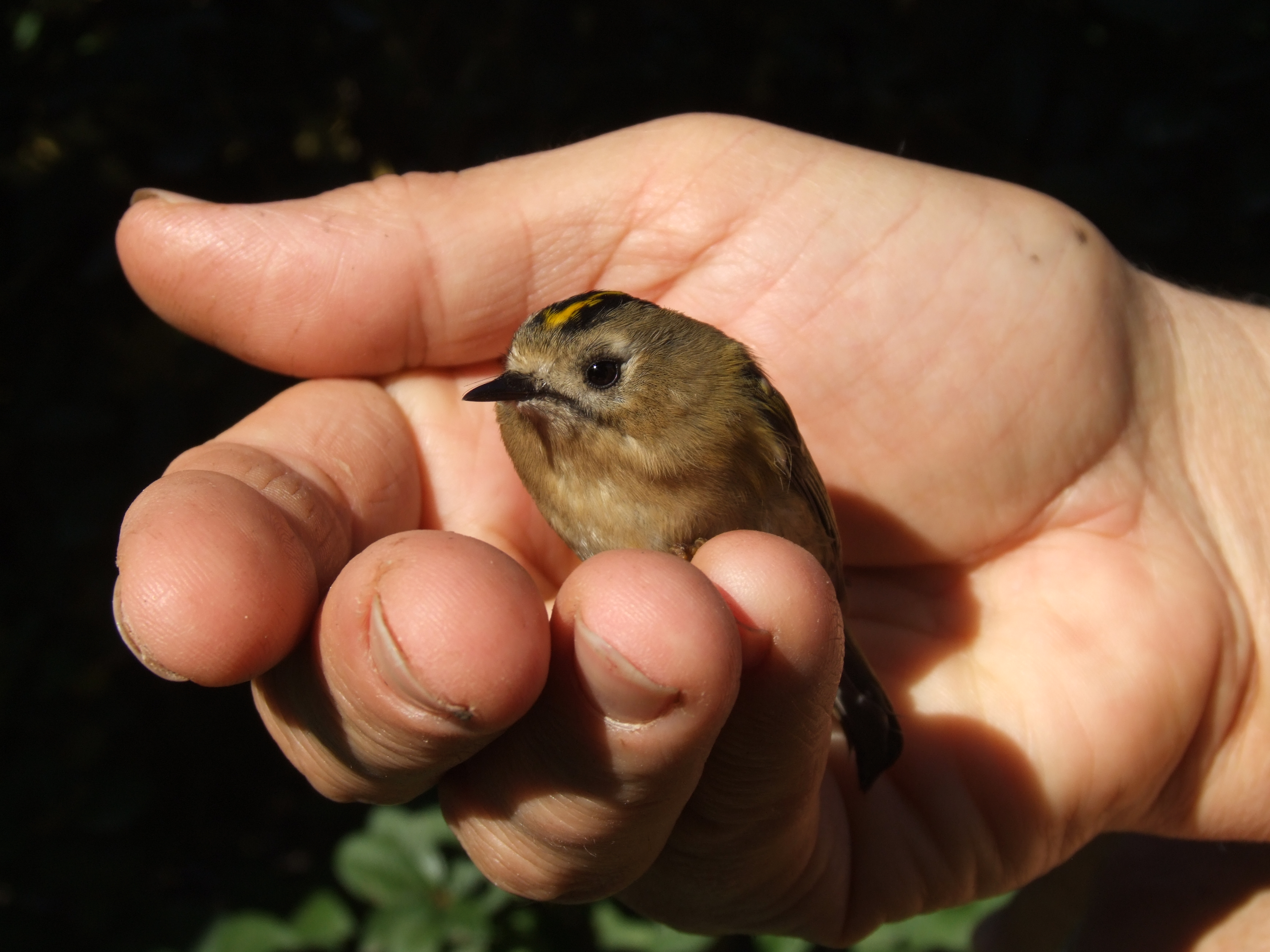
Aușelul cu cap galben, cea mai mică pasăre din Europa

După cât se pare, speciile de aușei destul de discrete nu au atras atenția ființelor umane într-un mod deosebit. Datorită dimensiunilor mici ale corpului și habitatului lor preferat, în care trăiesc adesea chiar în vârful coniferelor, aușeii scăpa ochilor noștri și datorită slăbiciunii vocii lor, ei adesea scapă și urechilor noastre. Modul destul de criptic (ascuns) al vieții aușeilor poate fi unul dintre motivele pentru care aceste păsări mici nu se numără printre cele mai cunoscute specii din avifaunele indigene din Europa și America de Nord. O posibilă excepție este aușelul cu creștet roșu (Regulus calendula), cea mai remarcabilă specie de aușei datorită cântecului său răsunător și melodios; într-adevăr, el este considerat unul dintre cei mai străluciți cântăreți printre păsările din America de Nord. Cu toate acestea, aușeii sunt demni de menționat ca un superlativ al naturii care trebuie să ne intereseze și care trebuie să-l păstrăm în minte. Printre păsările faimoase, aușeii dețin cel puțin un record, și anume acela de a fi cele mai mici dintre păsările indigene, cel puțin în regiunea palearctică.
Ca o curiozitate suplimentară, denumirea științifică Regulus înseamnă un "mic rege" și se referă la dunga de pe creștet (dunga coronală) viu colorată și la aspectul asociat unui mic rege sau "regișor", printre păsările cântătoare (de unde și denumirea lor engleză de kinglet). Aceasta se reflectă și în alte nume vernaculare pentru speciile de aușei, de ex. roitelet (= regișor, aușel) în franceză, королек (= regișor, aușel) în rusă. De fapt, în puținele cazuri în care aceste păsări au atras atenția poeților, scriitorilor și compozitorilor, aușeii înfățișează "mici regi" simpatici ai pădurii, după cum sunt ilustrate în două exemple din literatura europeană de la sfârșitul secolului al XIX-lea.

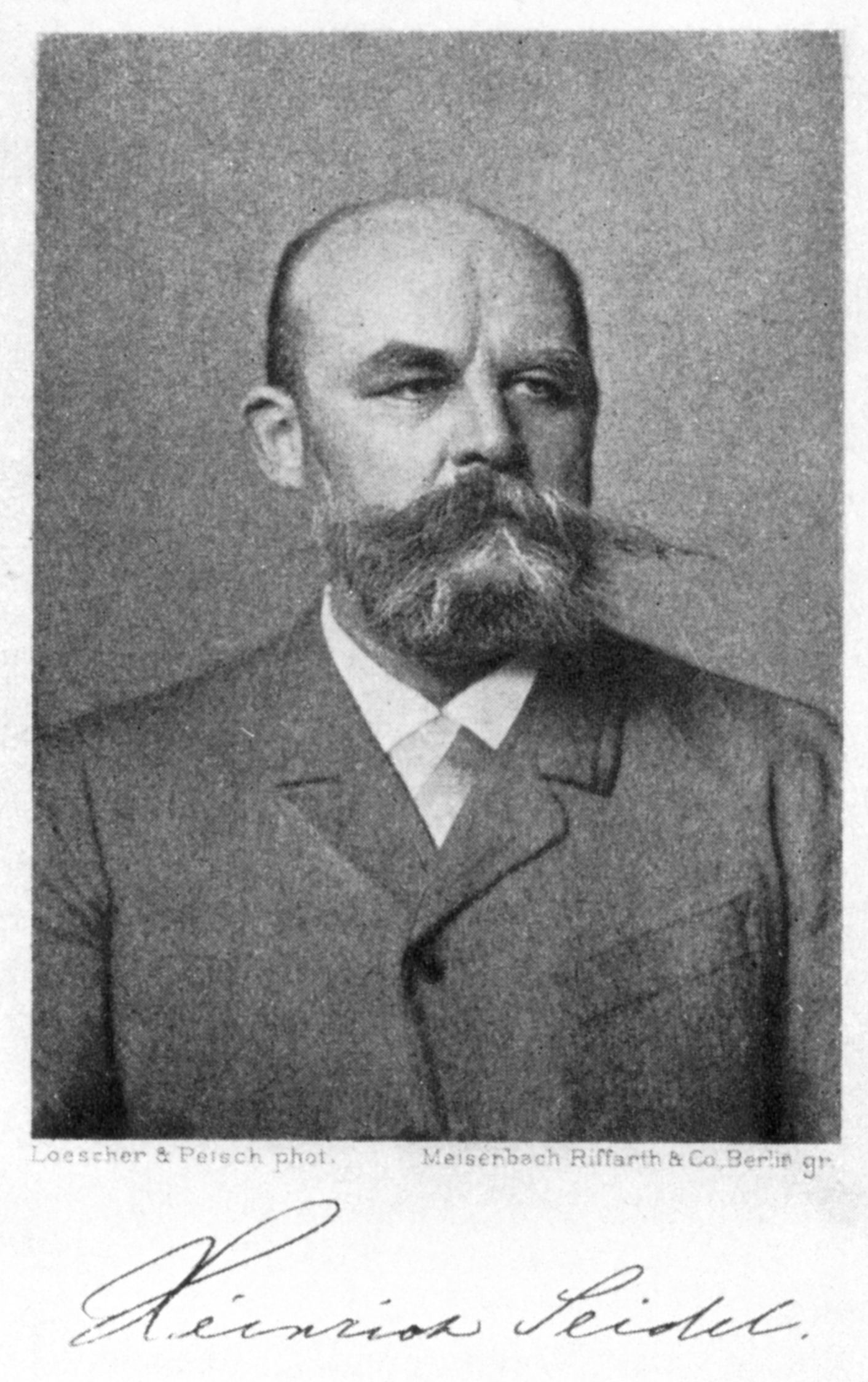
Heinrich Seidel (1842-1906), care a scris poemul Bei Goldhähnchen despre aușelul cu cap galben

În poemul său Bei Goldhähnchen, scriitorul german Heinrich Seidel, care a trăit între 1842 și 1906, povestește despre o vizită în zbor la casa unui aușel cu cap galben. Versurile sale descriu afectuos habitatul caracteristic al aușelului dintr-un "palat verde de brad", hrana sa formată din "salată de musculițele și gândaci prăjiți", cântecul teritorial asemănător cu cel produs de "fibrele de sticlă fine", și ouăle pe care le clocește ca "foarte delicate, cele zece dintre ele". Seidel probabil avea o afecțiune pentru aceste păsări micuțe și observase în mod evident viața aușelului cu cap galben, dar a interpretat greșit unele detalii despre hrana lor. Aușeii cu cap galben se hrănesc foarte rar cu gândaci (coleoptere), chiar dacă aceștia au fost prăjiți.

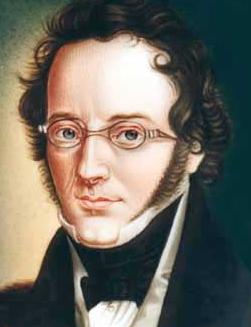
Ludwig Bechstein (1801-1860), care a scris basmul Goldhähnchen despre aușelul cu cap galben

Basmul popular literar Goldhähnchen, scris de Ludwig Bechstein în 1857, prezintă aușelul cu cap galben arătând caracterul său cel mai remarcabil, micimea sa: "A fost odată un om bătrân care trăia într-o colibă mică din pădure și avea mai mulți copii și un aușel, care era cea mai mică dintre păsările europene și face parte din neamul pănțărușilor... ". Indiferent de atribuirea taxonomică ambiguă, aușelul cu cap galben a lui Bechstein ținut într-o colivie era garantul norocului și prosperității familiei; el făcea câte un ou de aur în fiecare zi și înainte de a muri tatăl i-a povățuit pe copiii săi să nu-l dea niciodată nimănui. Însă mai târziu, fiul cel mai mare, împotriva voinței tatălui sau, a vândut aușelul unui negustor fățarnic, care știa despre secretul păsării, iar nenorocirea s-a abătut curând asupra familiei. Familia a sfârșit în sărăcie, iar frații și surorile s-au despărțit.
Spre deosebire de aușelul din basm, toți aușeii sunt păsări nepotrivite pentru a fi ținute în colivii sau voliere. Studiile etologice detaliate și experimentele din voliere efectuate de Ellen Thaler pe o perioadă îndelungată de timp au fost posibile numai după mulți ani de experiență în domeniul biologiei și comportamentului aușeilor și datorită interesului său deosebit, temeinic și entuziast acordat păsărilor captive, pontei și puilor lor vulnerabili. Aceste studii pe termen lung din voliere, care au dus la o cunoaștere profundă a etologiei și ecologiei speciilor de aușeii, este puțin probabil să fie reproduse vreodată cu așa minuțiozitate. Oamenii de știință care se ocupă cu studiul aușeilor vor trebui prin urmare să se mulțumească de cele mai multe ori cu rolul de observatori de la distanță și cu onoarea rară de a surprinde ocazional pentru scurt timp viața tainică a aușeilor.

## Statutul și conservarea
În prezent, nu există nici o îngrijorare cu privire la statutul celor șase specii ai acestei familii. Cele patru specii continentale au areale mari, iar habitatul lor, în special pădurile de conifere, nu este periclitat. În plus, subspeciile individuale, cel puțin cele ale aușelului cu cap galben (Regulus regulus) din Asia, care sunt foarte diferențiate în ceea ce privește morfologia, vocea și genetica și prin urmare necesită o atenție deosebită din punctul de vedere al ecologiștilor, au areale mai mult sau mai puțin mari.
Situația aușelului de Madeira (Regulus madeirensis) și aușelului taiwanez (Regulus goodfellowi), limitate fiecare la o singură insulă, este oarecum diferită. În Madeira, habitatul adecvat este limitat datorită așezărilor umane și exploatării landșafturilor, însă aușelul de Madeira este capabil să folosească rămășițele chiar perturbate ale habitatului original. În Taiwan, aușelul taiwanez este întâlnit în principal în pădurile de conifere din regiunile montane ale insulei și este probabil destul de larg răspândit, cel puțin în parcurile naționale. Se pare că în prezent este o specie comună, dar reducerea pădurilor poate reprezenta o potențială amenințare în viitor pentru această specie endemică.
Probabil trebuie de luat în considerație starea de conservare a populațiilor aușelului cu cap galben (Regulus regulus) de pe insulele din estul Atlanticului, care cuprind câteva subspecii bine diferențiate. Într-adevăr, aușeii cu cap galben din Insulele Canare au fost deseori considerați ca o specie separată. Atât aceștia, cât și cele trei subspecii de pe insulele Azore sunt bine adaptate la vegetația arbustivă de erica (Erica) și cu toate că au un areal foarte mic, se pare că până acum ele sunt prospere.
Cu toate acestea, vulnerabilitatea extremă a populațiilor de păsări din insulele mici poate fi evidentă ca în cazul subspecii obscurus din insula Guadalupe a aușelului cu creștet roșu (Regulus calendula). Această subspecie izolată, întâlnită numai pe insula mexicană Guadalupe, din largul coastei vestice a nordului peninsulei Baja California, este un taxon amenințat, considerat ca fiind în pericol de dispariție în mai multe hotărâri oficiale privind flora și fauna protejată ale instituțiilor guvernamentale mexicane din 1994-2005. Deoarece nu există înregistrări sigure ale acestei subspecii în ultimii ani, populația aușeilor din Guadalupe este socotită de unii ornitologi ca fiind deja dispărută.
Așa cum s-a arătat mai sus, cele patru specii de aușei mai larg răspândite nu sunt considerate că se confruntă cu amenințări grave. Cu toate acestea, ele uneori suferă de o mortalitate ridicată. În timpul iernilor foarte aspre, un număr foarte mare de aușei pot muri pe o suprafață mare, iar populația aușelului cu cap galben (Regulus regulus) din vestul Europei se poate reduce la un număr infim din cel anterior în timpul perioadelor prelungite de vreme friguroasă și geroasă. Din fericire, aușeii sunt capabili să neutralizeze astfel de pierderi datorită numărului mare de ouă depuse vara și a două ponte anuale, asociate cu un succes reproductiv în general ridicat. Populațiile se restabilesc în general după pierderile masive în decurs de doi sau trei ani. Mortalitatea din timpul migrației și datorată pericolelor asociate acesteia poate fi de asemenea ridicată. Cu toate acestea, aceste pierderi nu par a avea un impact negativ semnificativ asupra populațiilor acestor păsări încântătoare.